# Listă de pictori neerlandezi
Această pagină este o listă a pictorilor neerlandezi.

## Secolele XIV - XV

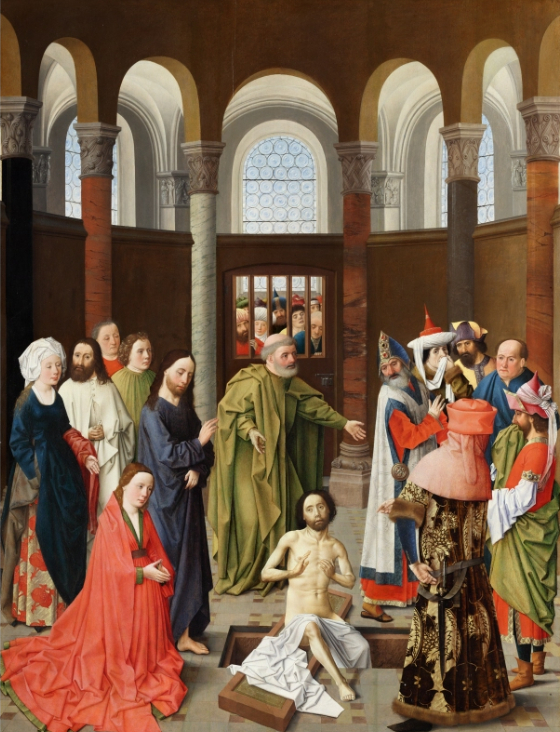
Albert van Ouwater, c. 1450

- Bosch, Jheronimus (Den Bosch 1450 – Den Bosch 1516)
- Bouts, Dieric (Haarlem 1415 – Leuven 1475)
- Christus, Petrus (Baarle cca. 1410/1420 – Brugge 1476)
- David, Gerard (Oudewater 1460 – Brugge 1523)
- Geertgen tot Sint Jans (Haarlem? cca. 1460 – Haarlem 1495)
- Joest van Calcar, Jan (Kalkar cca. 1450 – Haarlem 1519)
- Limbourg brothers (Nijmegen <1385 – France cca. 1416)
- Maelwael, Jan (Nijmegen cca. 1365 – Paris 1419)
- Master of Alkmaar (activ în 1475-1515 în Alkmaar)
- Master of the Virgo inter Virgines (activ în 1470-1505 în Delft)
- Mynnesten, Johan van den (Schüttorf 1425 – Zwolle 1504)
- Ouwater, Albert van (Oudewater cca. 1410 – Haarlem? >1475)
- Reuwich, Erhard (Utrecht cca. 1455 – Mainz cca. 1490)

## Secolul al XVI-lea

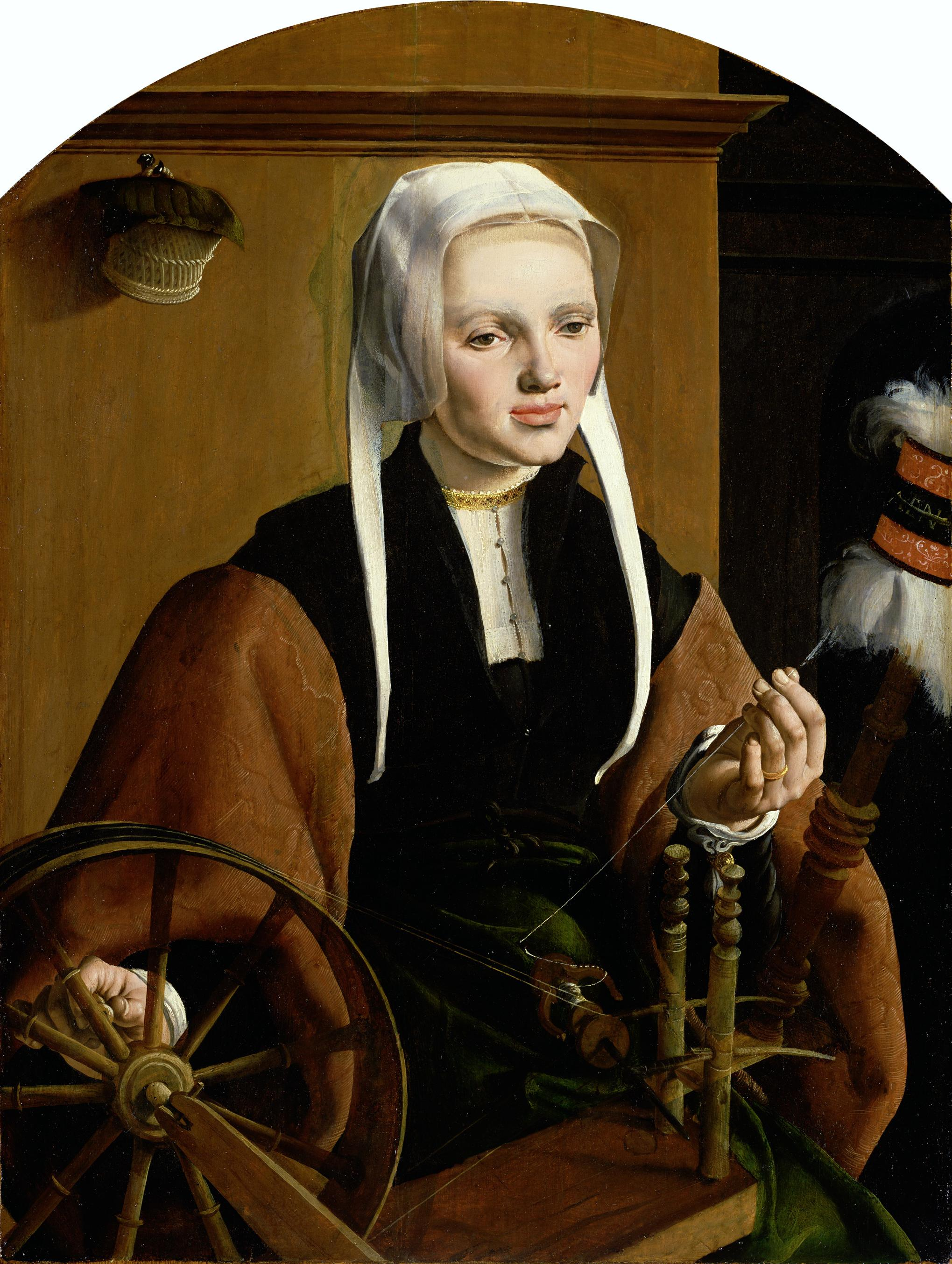
Maarten van Heemskerck, 1529

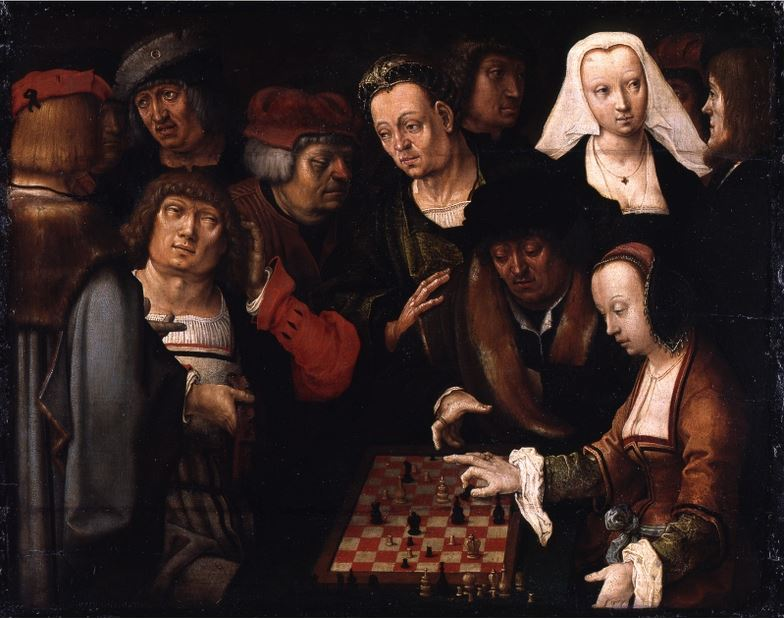
Lucas van Leyden, c.1508

### A-L
- Aertsen, Pieter (Amsterdam 1508 – Amsterdam 1575)
- Aertsz, Rijckaert (Wijk aan Zee 1482 – Anvers 1577)
- Amstel, Jan van (Amsterdam cca. 1500 – Anvers cca. 1542)
- Barendsz, Dirck (Amsterdam 1534 – Amsterdam 1592)
- Beer, Joos de (Utrecht 1515/35 – Utrecht 1593)
- Blocklandt van Montfoort, Anthonie (Montfoort 1533 – Utrecht 1583)
- Bruegel cel Bătrân, Pieter (Breda? 1525 – Bruxelles 1569)
- Cock, Jan Wellens de (Leiden? cca. 1480 – Anvers 1527)
- Coninxloo, Gillis van (Anvers 1544 – Amsterdam 1607)
- Cornelisz van Oostsanen, Jacob (Oostzaan 1472 – Amsterdam 1533)
- Crabeth, Adriaen Pietersz (Gouda c. 1510 – Autun 1553)
- Crabeth, Dirk (Gouda 1501 – Gouda 1574)
- Crabeth, Wouter, I (Gouda c. 1510 – Gouda 1590)
- Cronenburg, Adriaen van (Schagen 1535/45 – Bergum c. 1604)
- Dalem, Cornelis van (Anvers cca. 1530 – Breda 1573)
- Delff, Jacob Willemsz (Gouda c. 1550 – Delft 1601)
- Dircksz, Barend (Amsterdam 1490/1510 – Amsterdam 1577)
- Elburcht, Jan van der (Elburg ca. 1500 – Anvers 1571)
- Engelbrechtsz, Cornelis (Leiden cca. 1468 – Leiden 1533)
- Goltzius, Hendrick (Mulbracht (near Venlo) 1558 – Haarlem 1617)
- Gossaert, Jan (Maubeuge 1478 – Middelburg 1532)
- Haye, Corneille de la (Haga 1505 – Lyon 1575)
- Heemskerck, Maarten van (Heemskerk 1498 – Haarlem 1574)
- Jacobsz, Dirck (Amsterdam cca. 1497 – Amsterdam 1567)
- Ketel, Cornelis (Gouda 1548 – Amsterdam 1616)
- Key, Willem (Breda 1515 – Anvers 1568)
- Kraeck, Jan (Haarlem 1538 – Torino 1607)
- Kunst, Pieter Cornelisz (Leiden 1484 – Leiden 1561)
- Leyden, Aertgen Claesz van (Leiden 1498 – Leiden 1564)
- Leyden, Lucas van (Leiden 1494 – Leiden 1533)
- Lichtenberg, Mechtelt van (Utrecht? ca. 1520 – (Kampen 1598)
- Lyon, Corneille de (Haga 1505 – Lyon 1575)

### M-Z

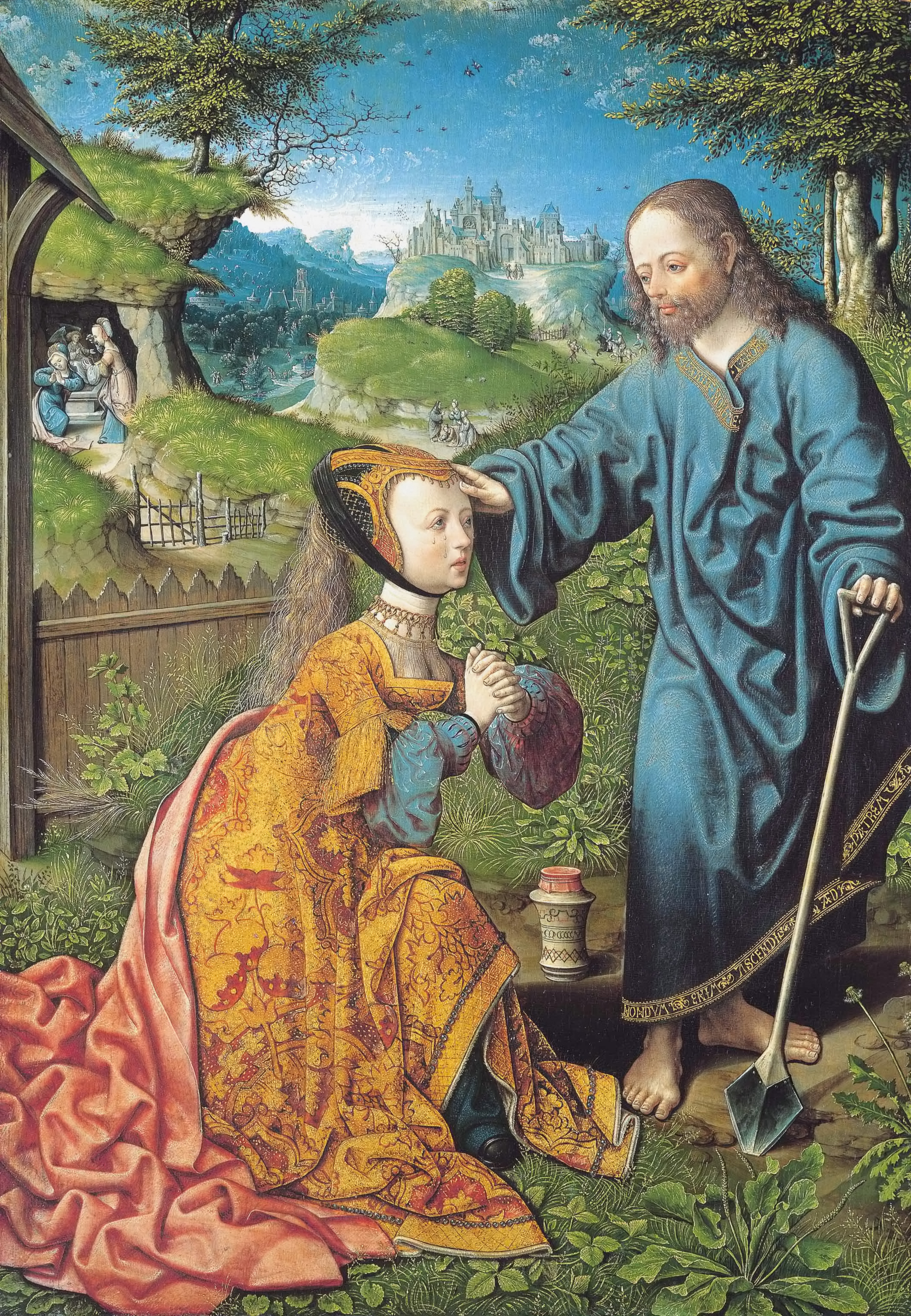
Jacob Cornelisz van Oostsanen, 1507

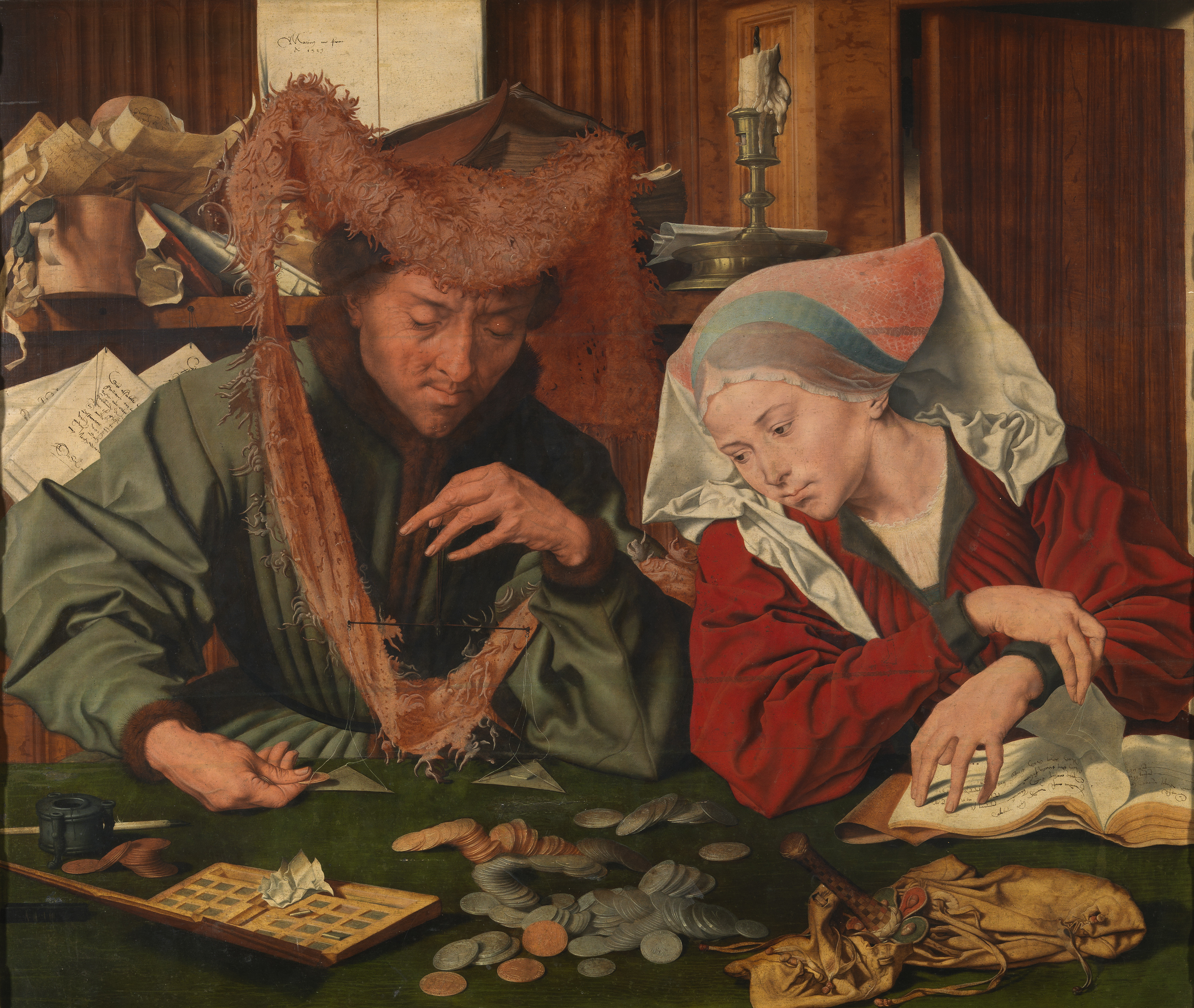
Marinus van Reymerswale, 1539

- Mabuse, Jan Gossaert van (Maubeuge 1478 – Middelburg 1532)
- Mander, Karel van (Meulebeke 1548 – Amsterdam 1606)
- Mandijn, Jan (Haarlem 1500 – Anvers 1560)
- Mor, Anthonis (Utrecht 1520 – Anvers 1576)
- Mostaert, Gillis (Hulst 1528 – Anvers 1598)
- Mostaert, Jan (Haarlem 1475 – Haarlem 1555)
- Nagel, Jan (Haarlem c. 1560 – Haga 1602)
- Oostsanen, Jacob Cornelisz van (Oostzaan 1472 – Amsterdam 1533)
- Pietersz, Aert (Amsterdam 1550 – Amsterdam 1612)
- Pietersz, Magdalena (Haarlem c. 1550 – Amsterdam după 1592)
- Pietersz, Pieter (Anvers 1541 – Amsterdam 1603)
- Pourbus, Pieter (Gouda 1523 – Brugge 1584)
- Queborn, Daniel van den (Anvers c. 1555 – Haga c. 1605)
- Ravesteyn, Dirck de Quade van (Den Bosch 1565/70 – după 1619)
- Reymerswale, Marinus van (Reimerswaal cca. 1490 – Goes 1546)
- Saenredam, Jan (Zaandam 1565 – Assendelft 1607)
- Savery, Jacob (Kortrijk cca. 1565 – Amsterdam 1603)
- Scorel, Jan van (Schoorl 1495 – Utrecht 1562)
- Jan Soens (Den Bosch cca. 1547 – Parma 1611)
- Steenwijck, Hendrik I van (Kampen cca. 1550 – Frankfurt am Main 1603)
- Sustris, Lambert (Amsterdam cca. 1515 – Veneția 1591)
- Swanenburg, Isaac Claesz van (Leiden 1537 – Leiden 1614)
- Swart van Groningen, Jan (Groningen cca. 1495 – Anvers? cca. 1560)
- Thibaut, Willem (Haarlem 1524 – Haarlem 1597)
- Utrecht, Jacob van (Utrecht? 1479 – Lübeck? >1530)
- Veen, Otto van (Leiden 1556 – Bruxelles 1629)
- Vermeyen, Jan Cornelisz (Beverwijk 1500 – Bruxelles 1559)
- Vredeman de Vries (Leeuwarden 1526 – Hamburg 1609)
- Weelink, Gerrit Pietersz (Amsterdam 1566 – Amsterdam 1611/12)

## Secolul al XVII-lea

### A

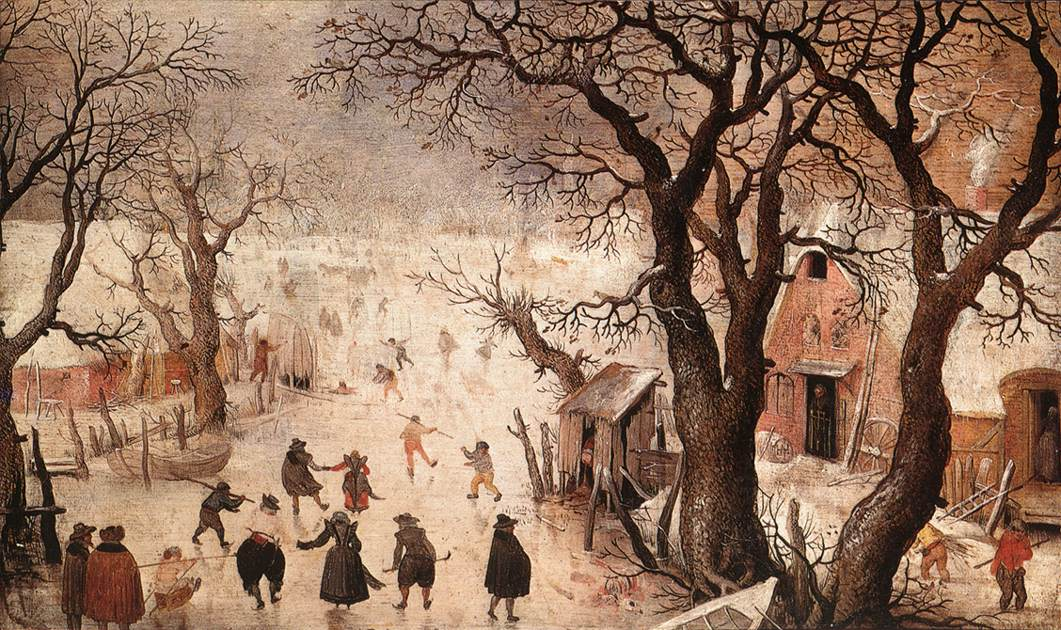
Hendrick Avercamp

- Aeck, Johannes van der (Leiden 1636 – Leiden 1662)
- Aelst, Evert van (Delft 1602 – Delft 1657)
- Aelst, Willem van (Delft 1627 – Amsterdam 1683)
- Aken, Jan van (Amsterdam 1614/15 – Amsterdam 1661)
- Aldewereld, Jan Herman (Amsterdam 1628/29 – Amsterdam 1669)
- Anraedt, Pieter van (Utrecht 1635 – Deventer 1678)
- Asch, Pieter Jansz van (Delft 1603 - Delft 1678)
- Asselijn, Jan (Diemen or Dieppe cca. 1610 – Amsterdam 1652)
- Assteyn, Bartholomeus (Dordrecht 1607 – Dordrecht <1677)
- Ast, Balthasar van der (Middelburg 1593 – Delft 1657)
- Avercamp, Barend (Kampen 1612 – Kampen 1679)
- Avercamp, Hendrick (Amsterdam 1585 – Kampen 1634)

### B

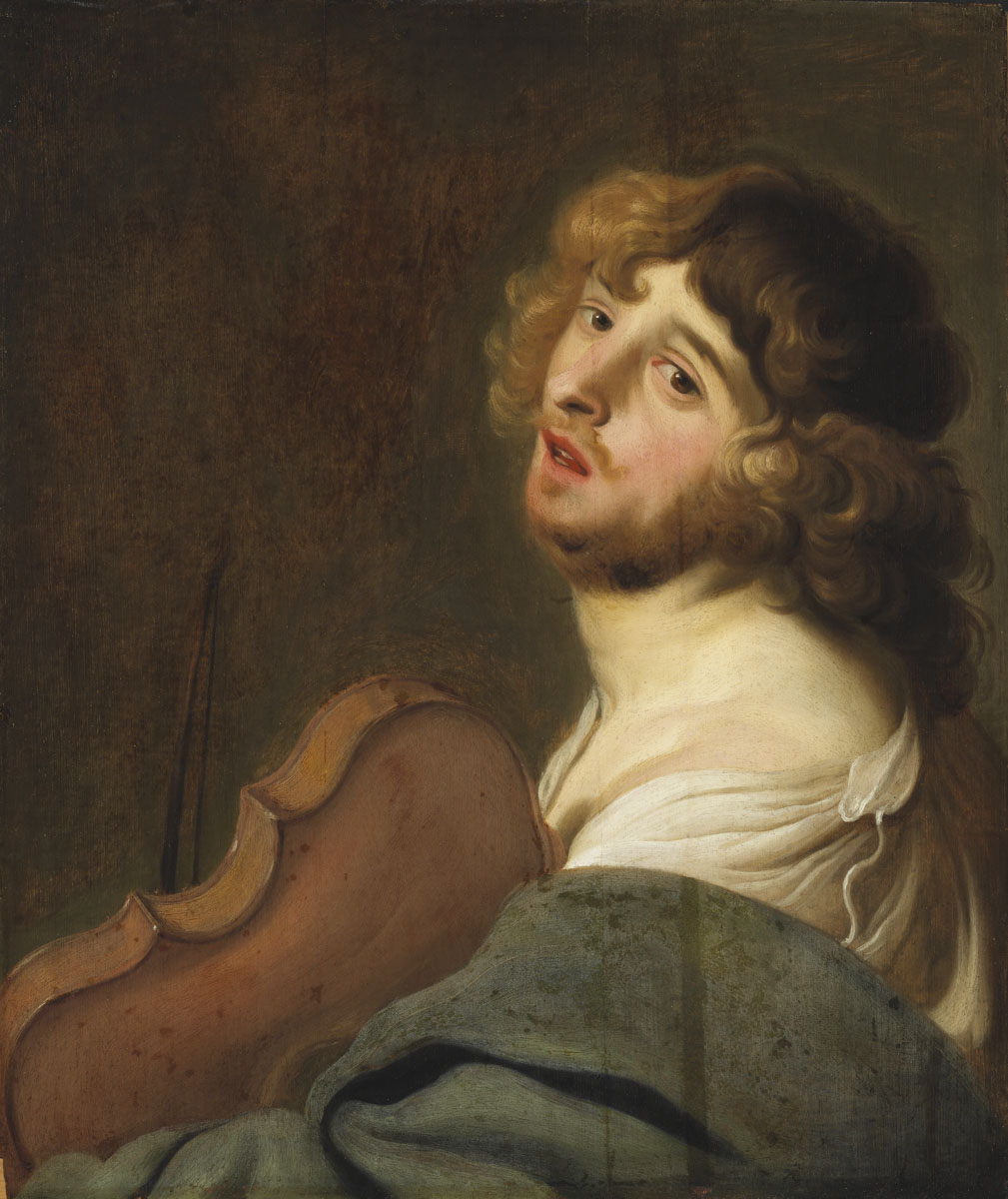
Jacob Adriaensz Backer, 1635

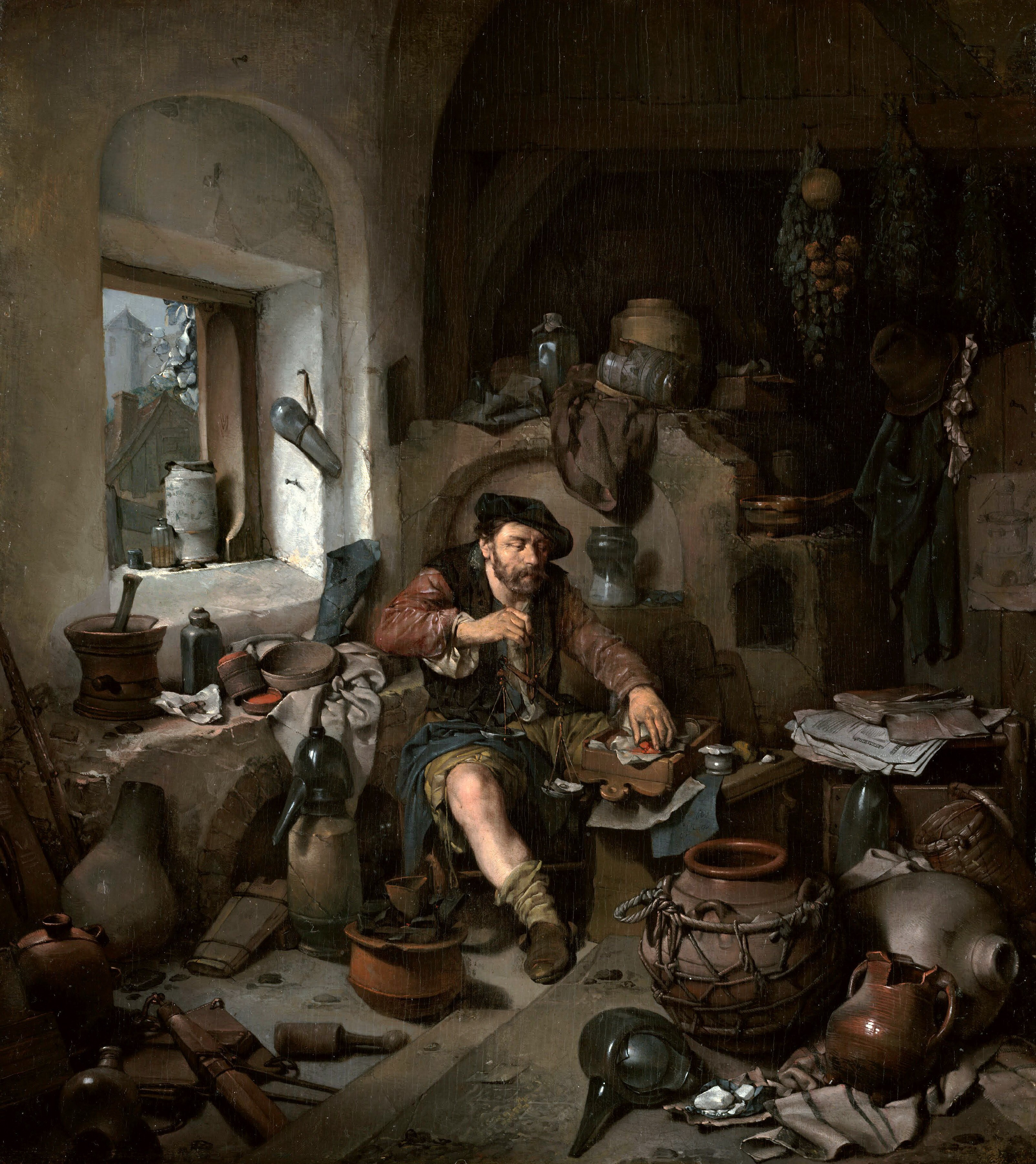
Cornelis Pietersz Bega, 1663

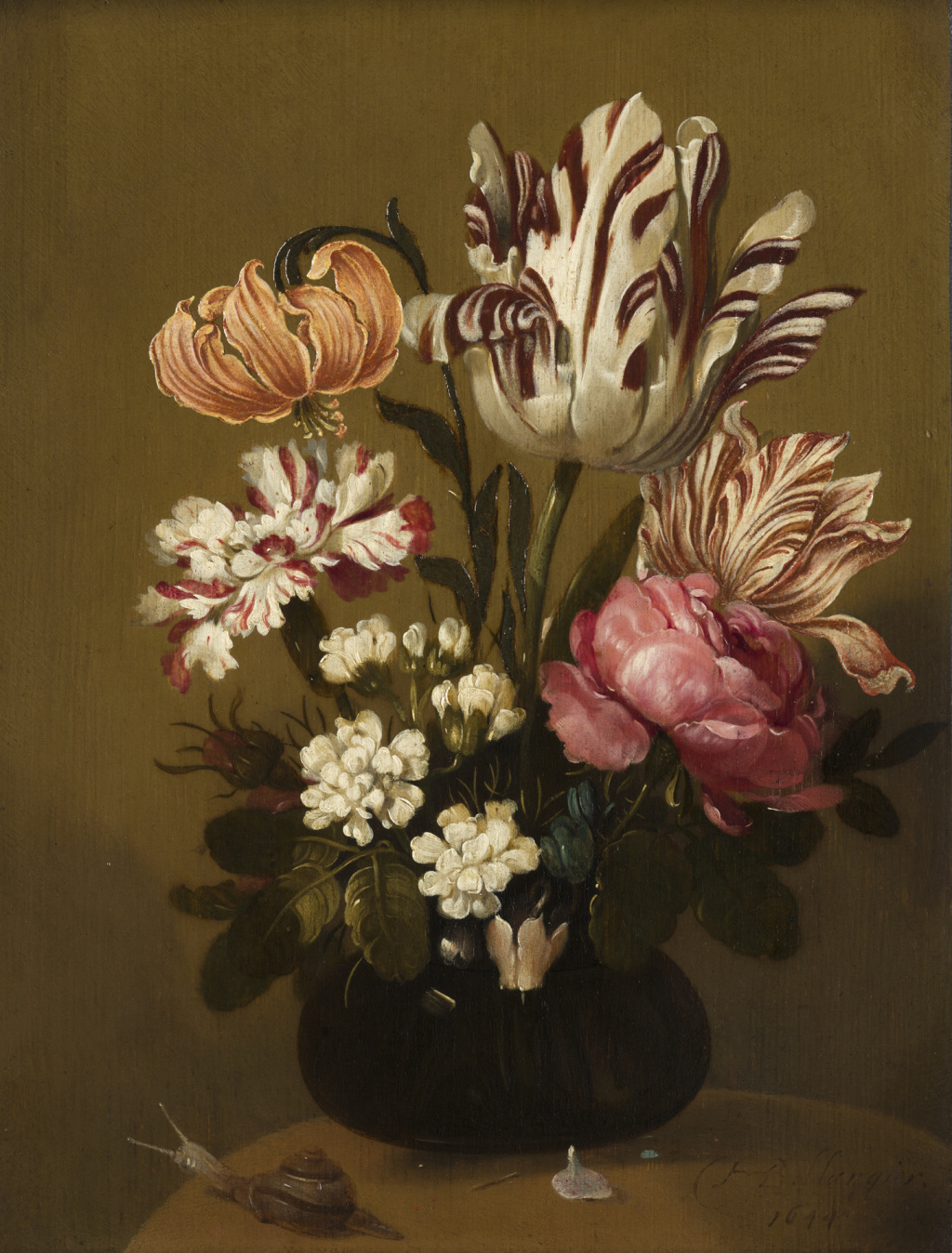
Hans Bollongier, 1644

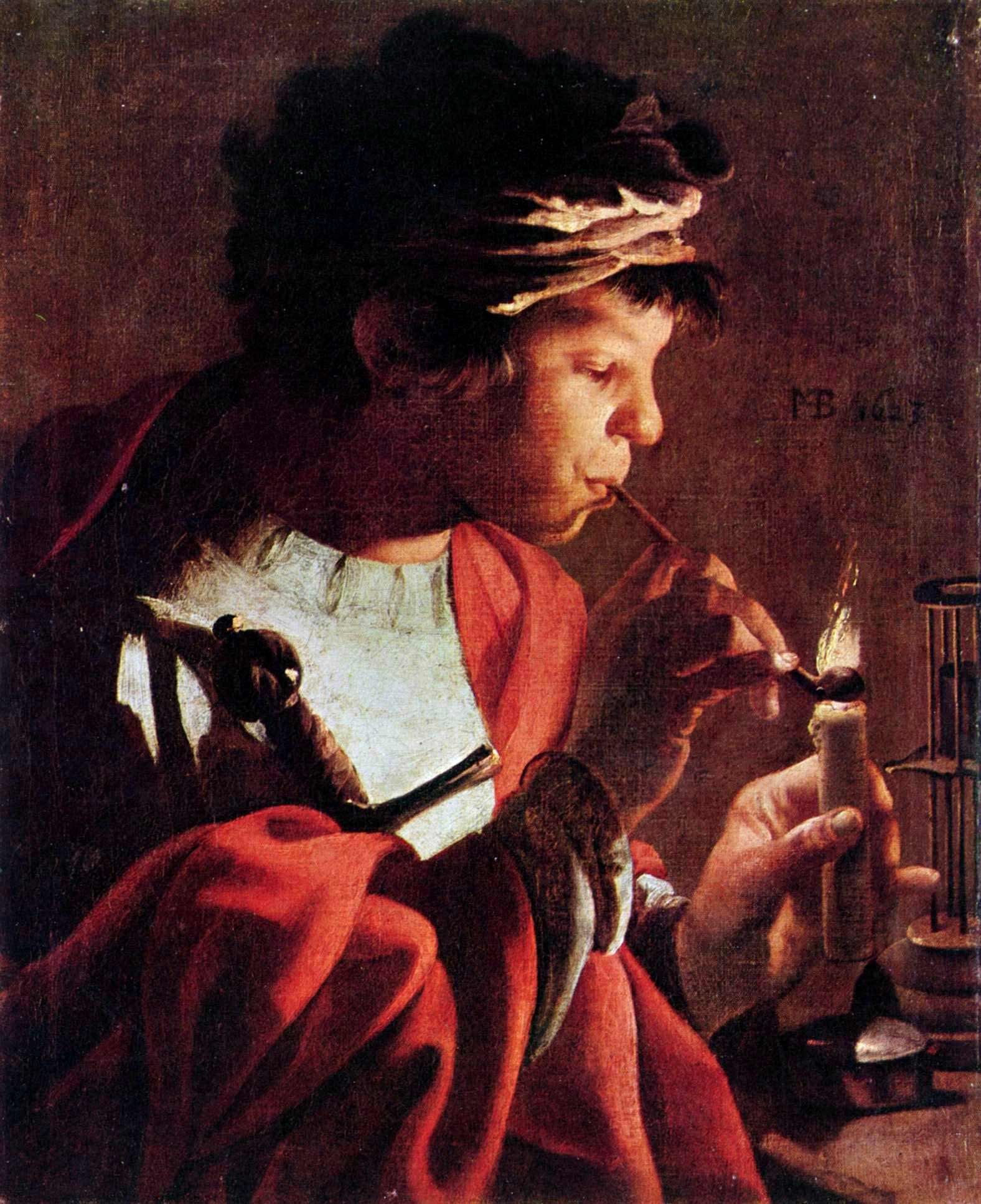
Hendrick ter Brugghen, 1623

- Baburen, Dirck van (Wijk bij Duurstede 1595 – Utrecht 1624)
- Backer, Jacob Adriaensz (Harlingen 1608 – Amsterdam 1651)
- Backhuizen, Ludolf (Emden 1630 – Amsterdam 1708)
- Baen, Jan de (Haarlem 1633 – Haga 1702)
- Bailly, David (Leiden 1584 – Leiden 1657)
- Bary, Hendrik (Gouda cca. 1640 – Gouda 1707)
- Bassen, Bartholomeus van (Anvers 1590 – Haga 1652)
- Battem, Gerrit (Rotterdam cca. 1636 – Rotterdam 1684)
- Beck, David (Delft 1621 – Haga 1656)
- Beeck, Johannes van der (Amsterdam 1589 – Amsterdam 1644)
- Beecq, Jan Karel Donatus van (Amsterdam 1638 – Amsterdam 1732)
- Beelt, Cornelis (Rotterdam cca. 1630 – Haarlem or Rotterdam 1702)
- Beerstraaten, Jan Abrahamsz (Amsterdam 1622 – Amsterdam 1666)
- Bega, Cornelis Pietersz (Haarlem 1632 – Haarlem 1664)
- Begeyn, Abraham Jansz (Leiden 1637 – Berlin 1697)
- Beijeren, Abraham van (Haga 1620 – Overschie 1690)
- Berchem, Nicolaes Pietersz (Haarlem 1620 – Amsterdam 1683)
- Berckheyde, Gerrit Adriaensz (Haarlem 1638 – Haarlem 1698)
- Berckheyde, Job Adriaensz (Haarlem 1630 – Haarlem 1693)
- Berghe, Christoffel van den (Middelburg 1590 – Middelburg 1645)
- Bijlert, Jan van (Utrecht 1597 – Utrecht 1671)
- Bisschop, Cornelis (Dordrecht 1630 – Dordrecht 1674)
- Bleker, Gerrit Claesz (Haarlem 1593 – Haarlem 1656)
- Bloemaert, Abraham (Gorinchem 1566 – Utrecht 1651)
- Bloemaert, Cornelis (Utrecht 1603 – Roma 1692)
- Bloot, Pieter de (Rotterdam 1601 – Rotterdam 1658)
- Bol, Ferdinand (Dordrecht 1616 – Amsterdam 1680)
- Bollongier, Hans (Haarlem cca. 1600 – Haarlem 1675)
- Bor, Paulus (Amersfoort 1601 – Amersfoort 1669)
- Borch, Gerard (I) ter (Zwolle 1583 – Zwolle 1662)
- Borch, Gerard (II) ter (Zwolle 1617 – Deventer 1681)
- Borch, Gesina ter (Zwolle 1633 – Deventer 1690)
- Borssom, Anthonie van (Amsterdam 1631 – Amsterdam 1677)
- Bosschaert, Abraham (Middelburg 1612 – Utrecht 1643)
- Bosschaert, Ambrosius (I) (Anvers 1573 – Haga 1621)
- Bosschaert, Ambrosius (II) (Utrecht 1609 – Utrecht 1645)
- Both, Andries (Utrecht 1612 – Veneția 1642)
- Both, Jan (Utrecht cca. 1614 – Utrecht 1652)
- Boursse, Esaias (Amsterdam 1631, at sea 1672)
- Brakenburg, Richard (Haarlem 1650 – Haarlem 1702)
- Bramer, Leonard (Delft 1596 – Delft 1674)
- Bray, Jan de (Haarlem 1627 – Haarlem 1697)
- Bray, Salomon de (Amsterdam 1597 – Haarlem 1664)
- Breenbergh, Bartholomeus (Deventer 1598 – Amsterdam 1657)
- Brekelenkam, Quiringh van (Zwammerdam 1622 – Leiden 1669)
- Broeck, Elias van den (Anvers 1649 – Amsterdam 1708)
- Bronckhorst, Jan Gerritsz van (Utrecht 1603 – Amsterdam 1661)
- Brouwer, Adriaen (Oudenaarde 1605 – Anvers 1638)
- Brugghen, Hendrick ter (Utrecht 1588 – Utrecht 1629)
- Burg, Dirk van der (Utrecht 1721 – Utrecht 1773)
- Burgh, Hendrick van der (Naaldwijk 1627 – Leiden? >1666)
- Buytewech, Willem Pietersz (Rotterdam 1591 – Rotterdam 1624)

### C

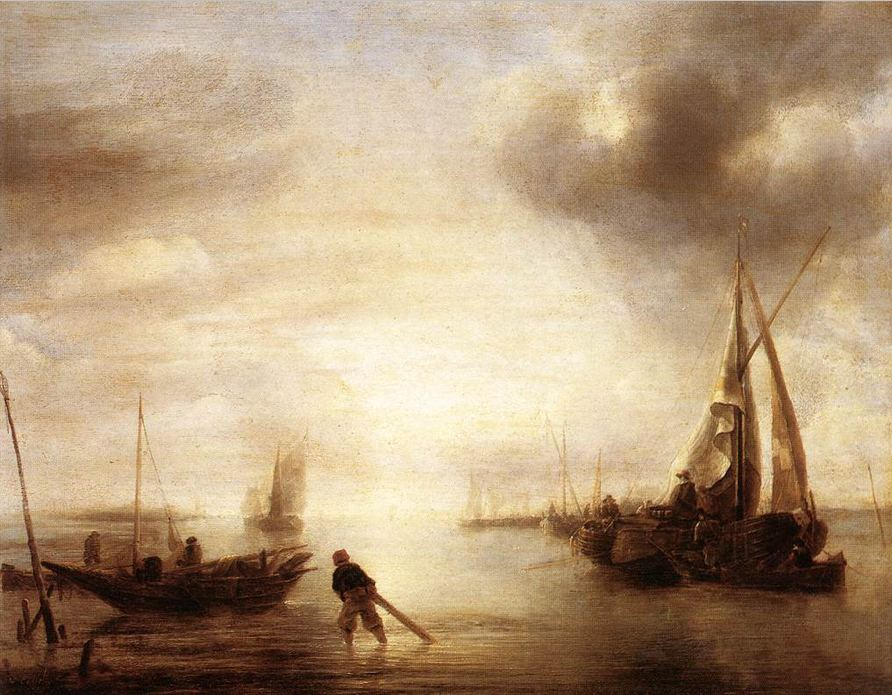
Jan van de Cappelle, 1655

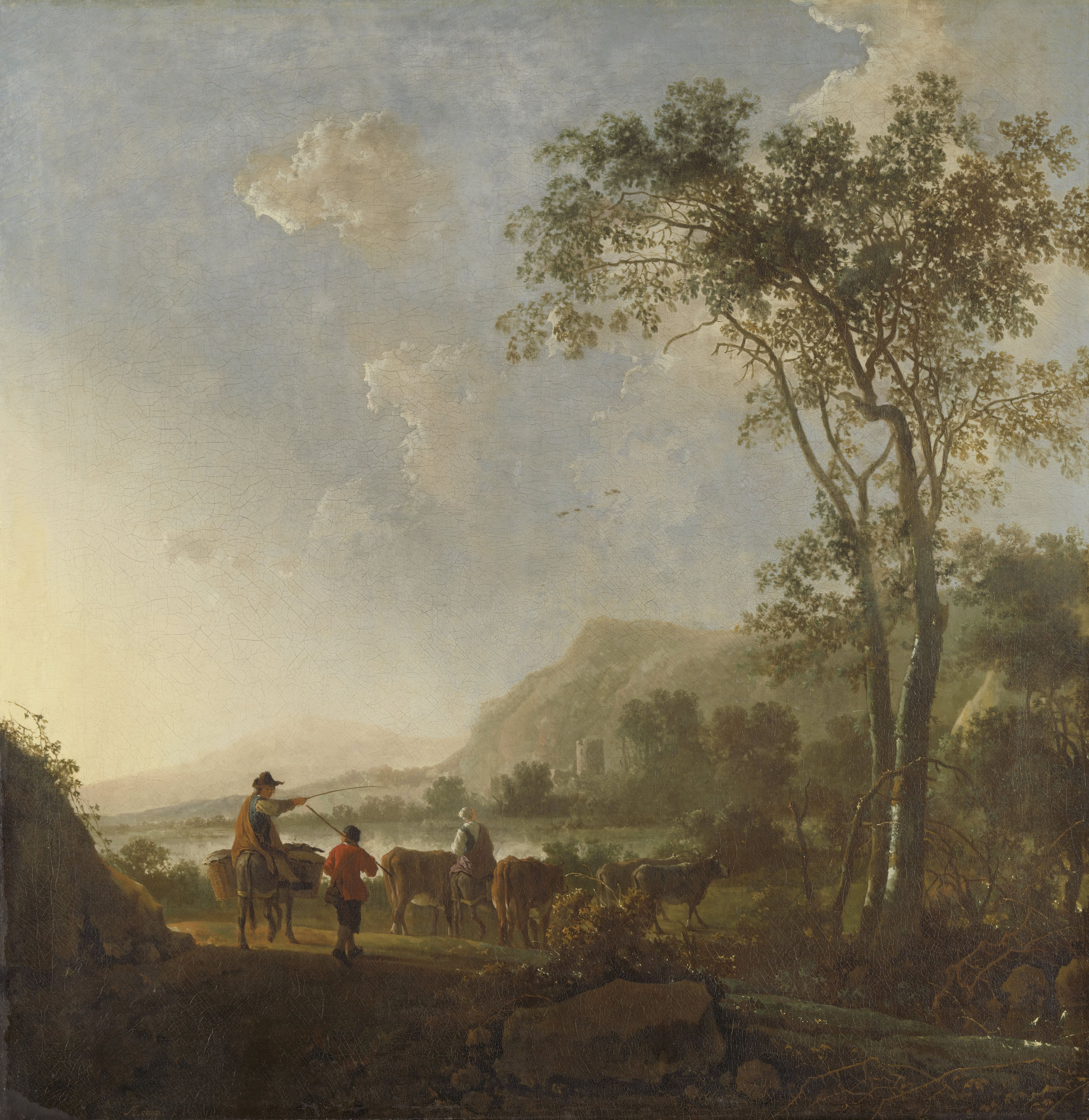
Aelbert Cuyp, 1660

- Cabel, Arent Arentsz (Amsterdam 1586 – Amsterdam 1631)
- Call, Jan I van (Nijmegen 1656 – Haga 1703)
- Calraet, Abraham van (Dordrecht 1642 – Dordrecht 1722)
- Campen, Jacob van (Haarlem 1596 – Amersfoort 1657)
- Camphuysen, Govert Dircksz (Gorinchem 1623 – Amsterdam 1672)
- Cappelle, Jan van de (Amsterdam 1626 – Amsterdam 1679)
- Claesz, Pieter (Berchem 1597 – Haarlem 1660)
- Claeuw, Jacques de (Dordrecht 1642 – Leiden >1694)
- Codde, Pieter (Amsterdam 1599 – Amsterdam 1678)
- Collier, Edwaert (Breda cca. 1640 – Londra 1708)
- Coorte, Adriaen (Middelburg? cca. 1660 – Middelburg >1707)
- Cornelisz, Cornelis (Haarlem 1562 – Haarlem 1638)
- Couwenbergh, Christiaen van (Delft 1604 – Köln 1667)
- Croos, Anthonie Jansz van der (Alkmaar 1606 – Haga 1663)
- Cuyp, Aelbert (Dordrecht 1620 – Dordrecht 1691)
- Cuyp, Benjamin Gerritsz (Dordrecht 1612 – Dordrecht 1652)
- Cuyp, Jacob Gerritsz (Dordrecht 1594 – Dordrecht 1652)

### D

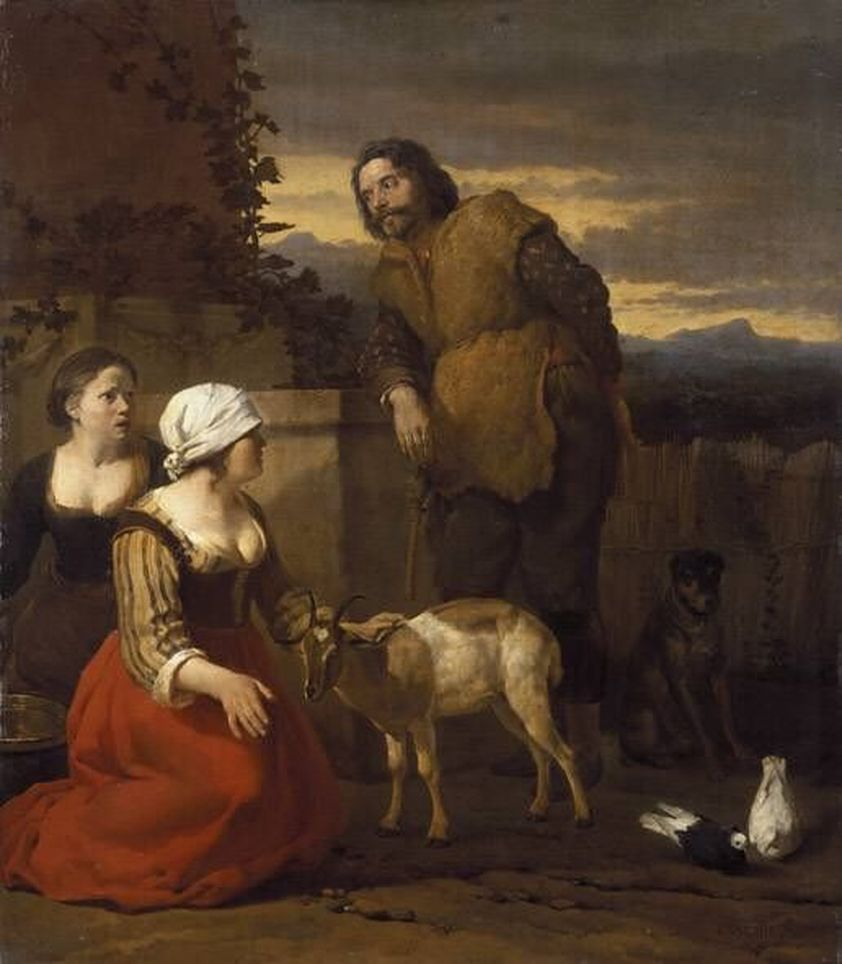
Karel Dujardin, Mid-sec. XVII

- Danckerts, Hendrick (Haga 1625 – Amsterdam 1680)
- Decker, Cornelis Gerritsz (Haarlem? 1623 – Haarlem 1678)
- Delen, Dirck van (Heusden 1605 – Arnemuiden 1671)
- Delff, Jacob Willemsz (Delft 1580 – Delft 1638)
- Diepenbeeck, Abraham van (Den Bosch 1596 – Anvers 1675)
- Diepraam, Abraham (Rotterdam 1622 – Rotterdam? 1670)
- Dijck, Floris Claesz van (Haarlem 1575 – Haarlem 1651)
- Donck, Gerard (Amsterdam 1600 - Amsterdam 1650)
- Doomer, Lambert (Amsterdam 1624 – Amsterdam 1700)
- Dou, Gerard (Leiden 1613 – Leiden 1675)
- Droochsloot, Cornelis (Utrecht 1630, >1673)
- Droochsloot, Joost Cornelisz (Utrecht 1586 – Utrecht 1666)
- Drost, Willem (Amsterdam 1633 – Amsterdam 1659)
- Dubbels, Hendrick Jacobsz (Amsterdam 1621 – Amsterdam 1707)
- Dubordieu, Pieter (L'Île-Bouchard 1609 – Amsterdam? >1678)
- Duck, Jacob (Utrecht 1600 – Utrecht 1667)
- Dujardin, Karel (Amsterdam 1626 – Veneția 1678)
- Dusart, Cornelis (Haarlem 1660 – Haarlem 1704)
- Duyfhuysen, Pieter Jacobsz. (Rotterdam 1608 - Rotterdam 1677)
- Duyster, Willem Cornelisz (Amsterdam 1599 – Amsterdam 1635)

### E-G

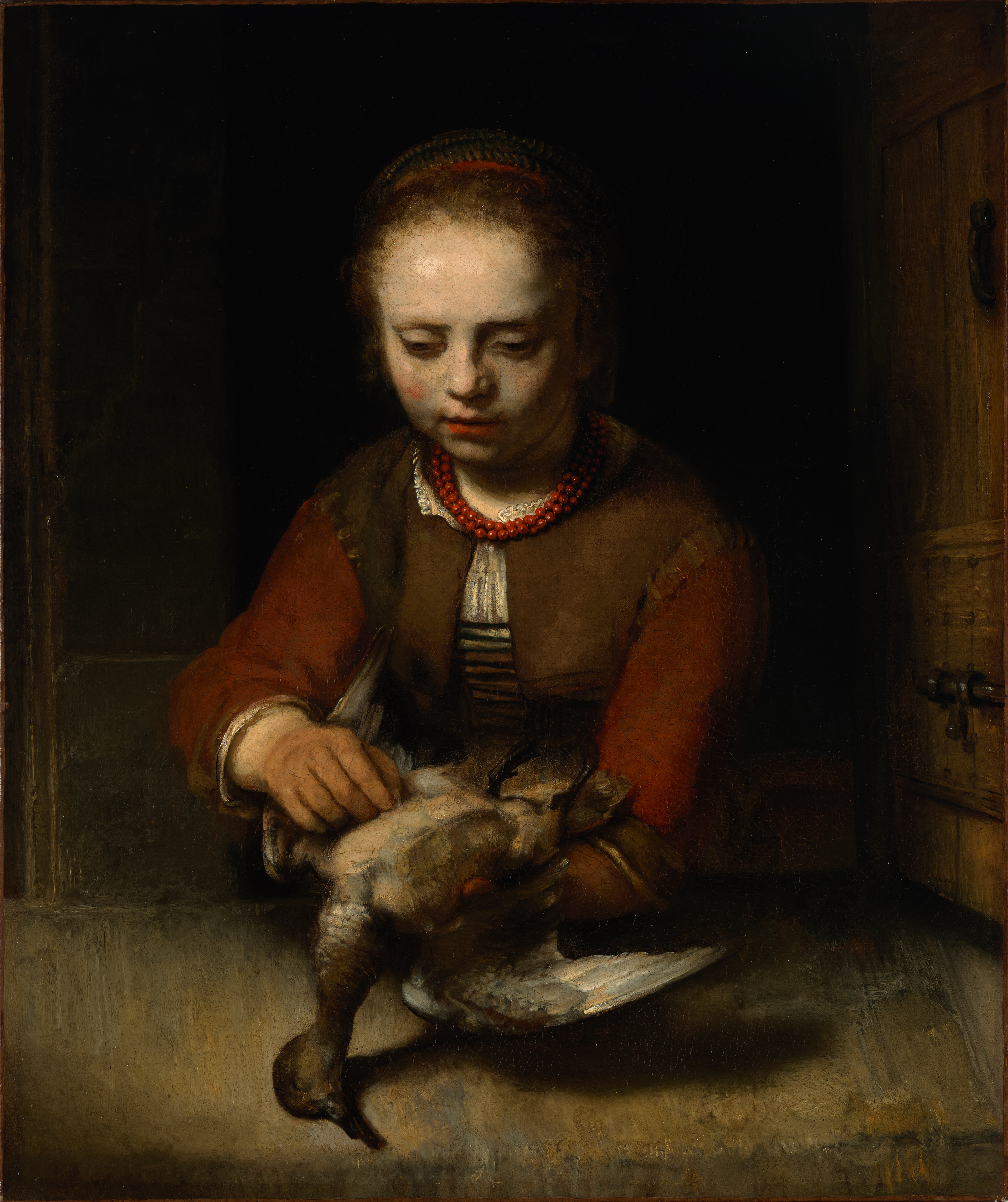
Barent Fabritius, 2nd third of sec. XVII

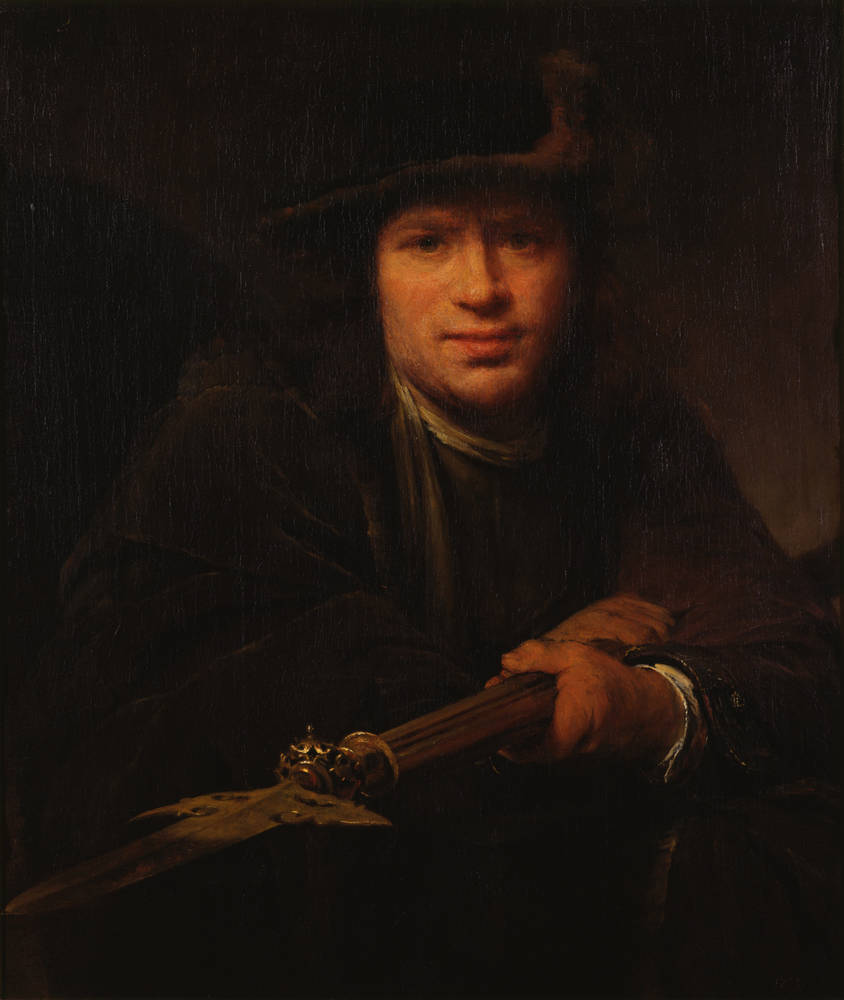
Aert de Gelder, cca. 1696

- Eckhout, Albert (Groningen cca. 1610 – Groningen cca. 1665)
- Eeckhout, Gerbrand van den (Amsterdam 1621 – Amsterdam 1674)
- Egmont, Justus van (Leiden 1601 – Anvers 1674)
- Elinga, Pieter Janssens (Brugge 1623 – Amsterdam 1682)
- Esselens, Jacob (Amsterdam 1626 – Amsterdam 1687)
- Everdingen, Allaert van (Alkmaar 1621 – Amsterdam 1675)
- Everdingen, Cesar Boetius van (Alkmaar 1617 – Alkmaar 1678)
- Fabritius, Barent (Middenbeemster 1624 – Amsterdam 1673)
- Fabritius, Carel (Middenbeemster 1622 – Delft 1654)
- Flinck, Govert (Cleves 1615 – Amsterdam 1660)
- Fornenburgh, Jan Baptist van (Anvers cca. 1590 – Haga 1648)
- Fromantiou, Hendrik de (Maastricht 1633 – Potsdam? >1700)
- Geest, Wybrand de (Leeuwarden 1592 – Leeuwarden after 1667)
- Gelder, Aert de (Dordrecht 1645 – Dordrecht 1727)
- Gheyn, Jacob de (II) (Anvers 1565 – Haga 1629)
- Gillig, Jacob (Utrecht c. 1636 – Utrecht 1701)
- Giselaer, Nicolaes (Dordrecht 1583 – ca. 1655)
- Glauber, Johannes (Utrecht 1646 – Schoonhoven 1726)
- Goudt, Hendrick (Haga cca. 1583 – Utrecht 1648)
- Goyen, Jan Josefsz van (Leiden 1596 – Haga 1656)
- Grebber, Pieter Fransz de (Haarlem cca. 1600 – Haarlem 1652)
- Griffier, Jan (I) (Amsterdam 1645 – Londra 1718)
- Groenewegen, Pieter Anthonisz. van (Delft 1600 - Haga 1658)

### H

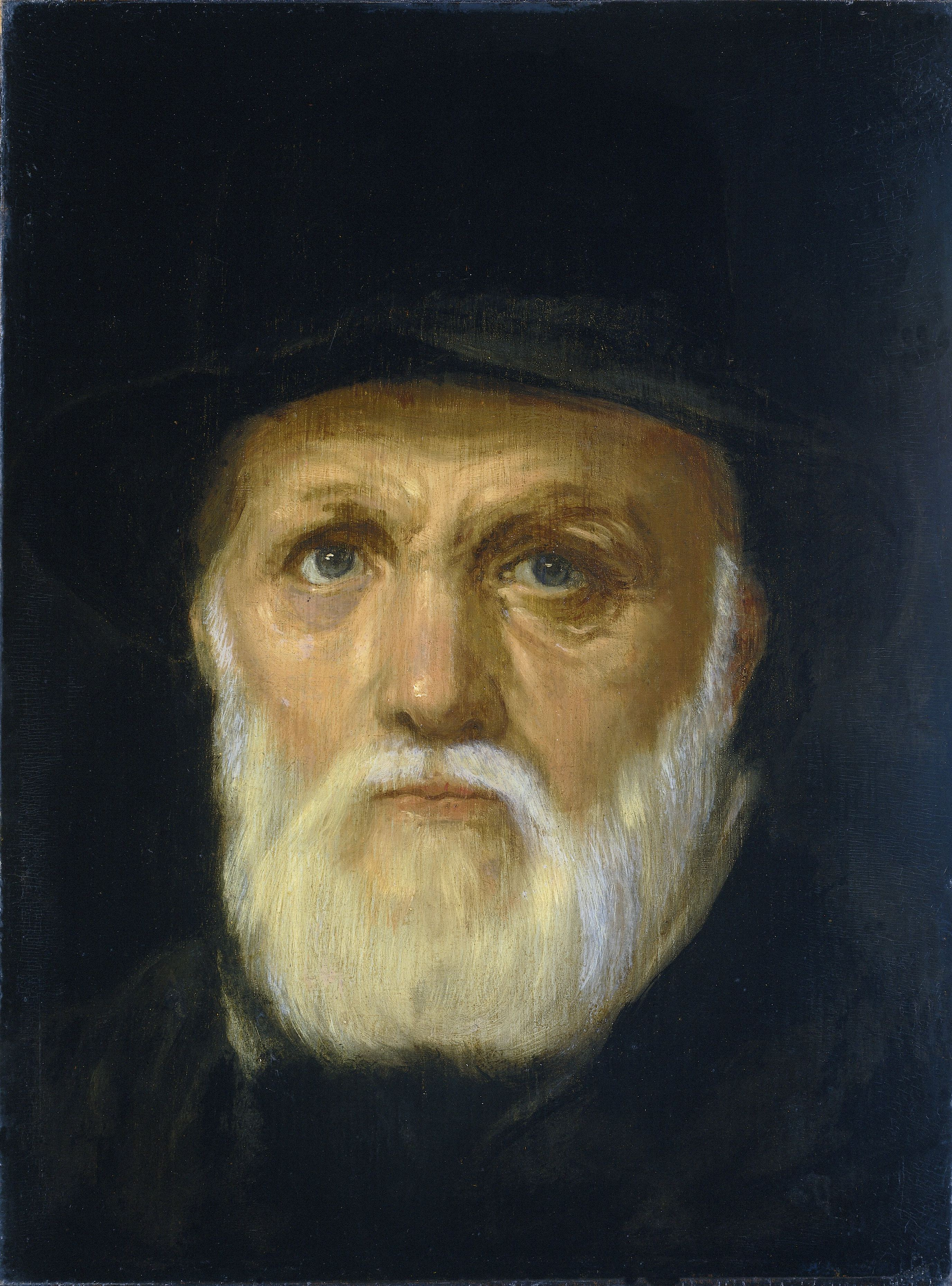
Cornelis van Haarlem, cca. 1590

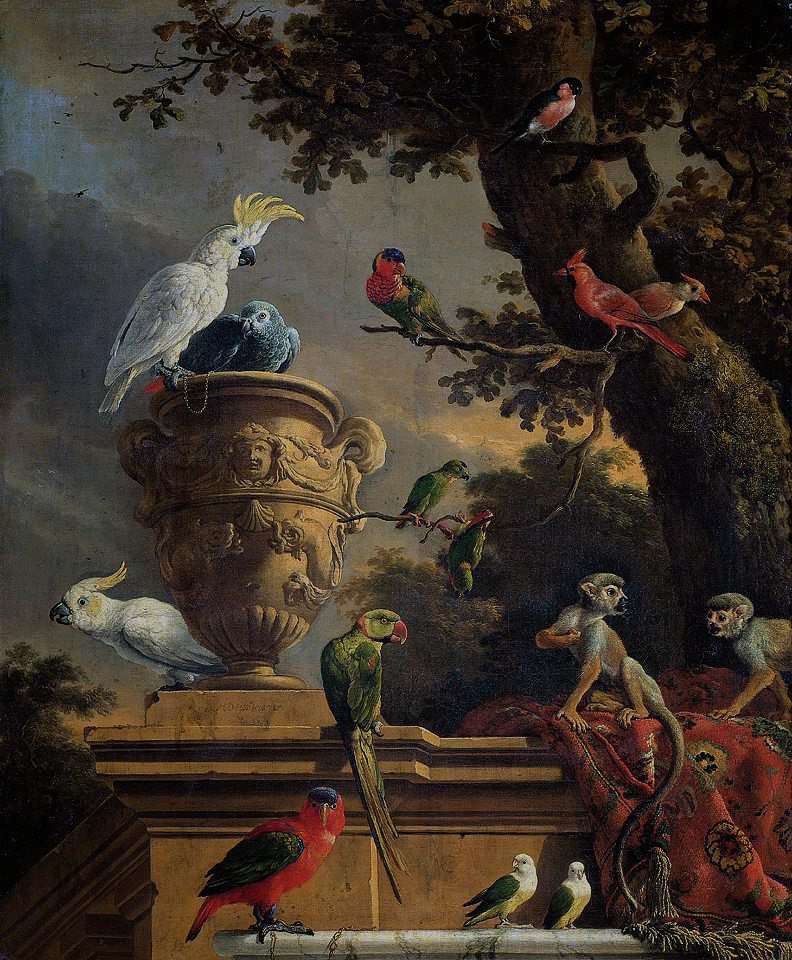
Melchior d'Hondecoeter, a doua jumătate a sec. XVII

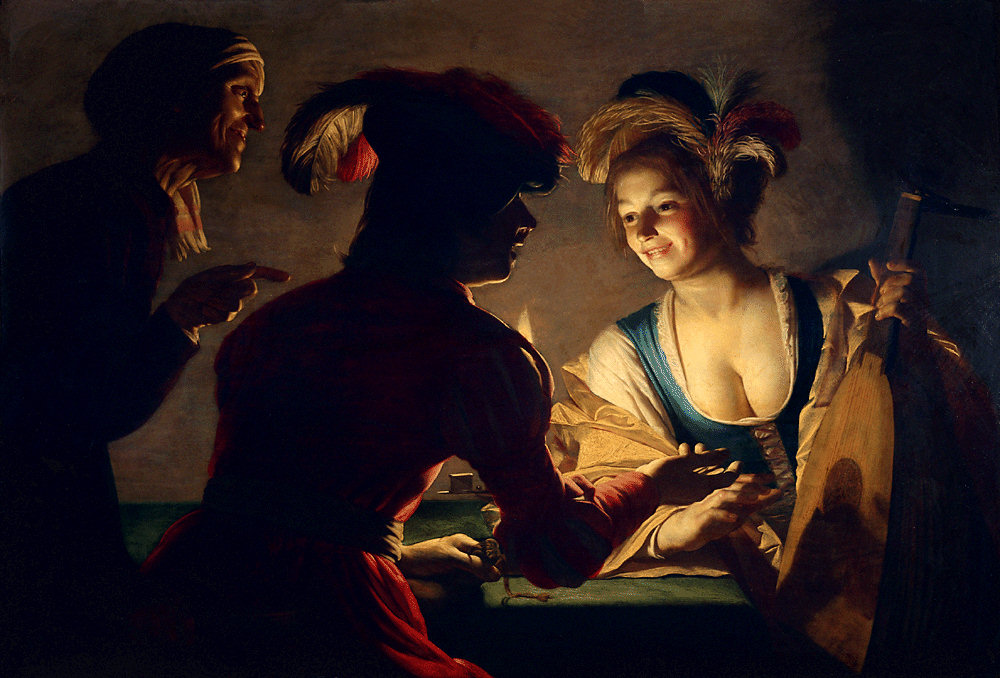
Gerard van Honthorst, 1625

- Haagen, Joris van der (Arnhem 1615 – Haga 1669)
- Haarlem, Cornelis Cornelisz van (Haarlem 1562 – Haarlem 1638)
- Hackaert, Jan (Amsterdam 1628 – Amsterdam >1685)
- Hals, Dirck (Haarlem 1591 – Haarlem 1656)
- Hals, Frans (Anvers 1582 – Haarlem 1666)
- Hanneman, Adriaen (Haga 1603/4 – Haga 1671)
- Heck, Claes Dirckz van der (Alkmaar cca. 1595 – Alkmaar 1649)
- Heck, Claes Jacobsz van der (Alkmaar cca. 1578 – Alkmaar 1652)
- Hecken, Abraham van den (Anvers cca. 1610 – Amsterdam? > 1655)
- Heda, Gerret Willemsz (Haarlem cca. 1625 – Haarlem 1649)
- Heda, Willem Claesz (Haarlem 1594 – Haarlem 1680)
- Heem, Cornelis de (Leiden 1631 – Anvers 1695)
- Heem, David Cornelisz de (Anvers 1663 – Haga? >1701)
- Heem, Jan Davidsz de (Utrecht 1606 – Anvers 1683)
- Heem, Jan Jansz. de (Anvers 1650 - Anvers 1695)
- Heemskerck, Egbert van (Haarlem 1634 – Londra 1704)
- Helmbreker, Dirk (Haarlem 1633 – Roma 1696)
- Helst, Bartholomeus van der (Haarlem 1613 – Amsterdam 1670)
- Heusch, Jacob de (Utrecht 1657 – Amsterdam 1701)
- Heusch, Willem de (Utrecht 1625 – Utrecht 1692)
- Heyden, Jan van der (Gorinchem 1637 – Amsterdam 1712)
- Hobbema, Meindert (Amsterdam 1638 – Amsterdam 1709)
- Hoet, Gerard (Zaltbommel 1648 – Haga 1733)
- Hondecoeter, Gillis Claesz d' (Anvers cca. 1575 – Amsterdam 1638)
- Hondecoeter, Melchior d' (Utrecht 1636 – Amsterdam 1695)
- Hondius, Abraham (Rotterdam 1625 – Londra 1691)
- Honthorst, Gerard van (Utrecht 1592 – Utrecht 1656)
- Hooch, Pieter de (Rotterdam 1629 – Amsterdam 1684)
- Hooghe, Romeyn de (Amsterdam 1645 – Haarlem 1708)
- Hoogstraten, Samuel van (Dordrecht 1627 – Dordrecht 1678)
- Houbraken, Arnold (Dordrecht 1660 – Amsterdam 1719)
- Houckgeest, Gerard (Haga 1600 – Bergen op Zoom 1661)
- Huchtenburg, Jan van (Haarlem 1647 – Amsterdam 1733)
- Hulst, Frans de (Haarlem cca. 1610 – Haarlem 1661)

### I-L

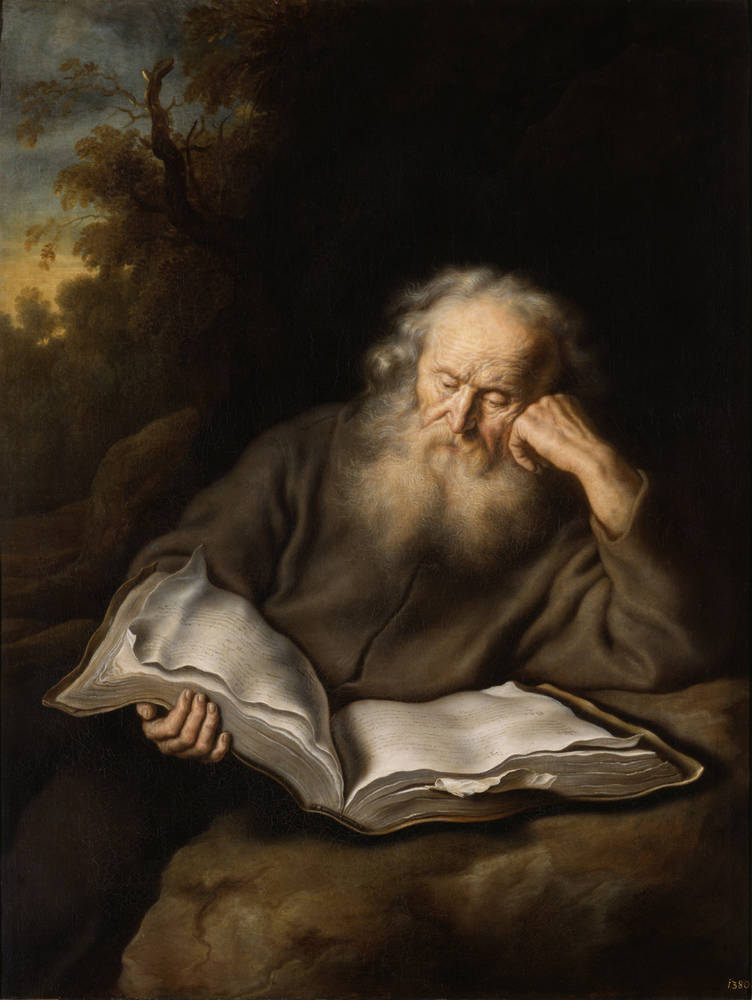
Salomon Koninck, 1643

- Jacobsz, Lambert (Amsterdam cca. 1598 – Leeuwarden 1636)
- Jongh, Claude de (Utrecht cca. 1606 – Utrecht 1663)
- Jongh, Ludolf Leendertsz de (Overschie 1616 – Hillegersberg 1679)
- Jonson van Ceulen, Cornelis (Londra 1593 – Utrecht 1661)
- Kabel, Adriaen van der (Rijswijk 1630 – Lyon 1705)
- Kalf, Willem (Rotterdam 1619 – Amsterdam 1693)
- Kessel, Jan van (Amsterdam 1641 – Amsterdam 1680)
- Keyser, Thomas de (Amsterdam 1596 – Amsterdam 1667)
- Kick, Cornelis (Amsterdam 1634 – Amsterdam 1681)
- Kick, Simon (Delft 1603 – Amsterdam 1652)
- Koedijck, Isaack (Amsterdam 1618 – Amsterdam 1668)
- Koninck, Philips (Amsterdam 1619 – Amsterdam]1688)
- Koninck, Salomon (Amsterdam 1609 – Amsterdam 1656)
- Lachtropius, Nicolaes (Amsterdam? cca. 1640 – Alphen aan den Rijn? >1700)
- Laer, Pieter van (Haarlem 1599 – Haarlem? 1642)
- Lairesse, Gerard de (Liège 1640 – Amsterdam 1711)
- Lastman, Pieter (Amsterdam 1583 – Amsterdam 1633)
- Lely, Sir Peter (Soest 1618 – Londra 1680)
- Leveck, Jacobus (Dordrecht 1634 – Dordrecht 1675)
- Leyster, Judith (Haarlem 1609 – Heemstede 1660)
- Liefrinck, Cornelis (Leiden ca. 1581 – Unknown, after 1652)
- Lievens, Jan (Leiden 1607 – Amsterdam 1674)
- Lingelbach, Johannes (Frankfurt am Main 1622 – Amsterdam 1674)
- Lisse, Dirck van der (Haga 1607 – Haga 1669)
- Loo, Jacob van (Sluis 1614 – Paris 1670)
- Lorme, Anthonie de (Tournai ca. 1610 – Rotterdam 1673)
- Luttichuys, Isaack (Londra 1616 – Amsterdam 1673)
- Luttichuys, Simon (Londra 1610 - Amsterdam 1661)

### M

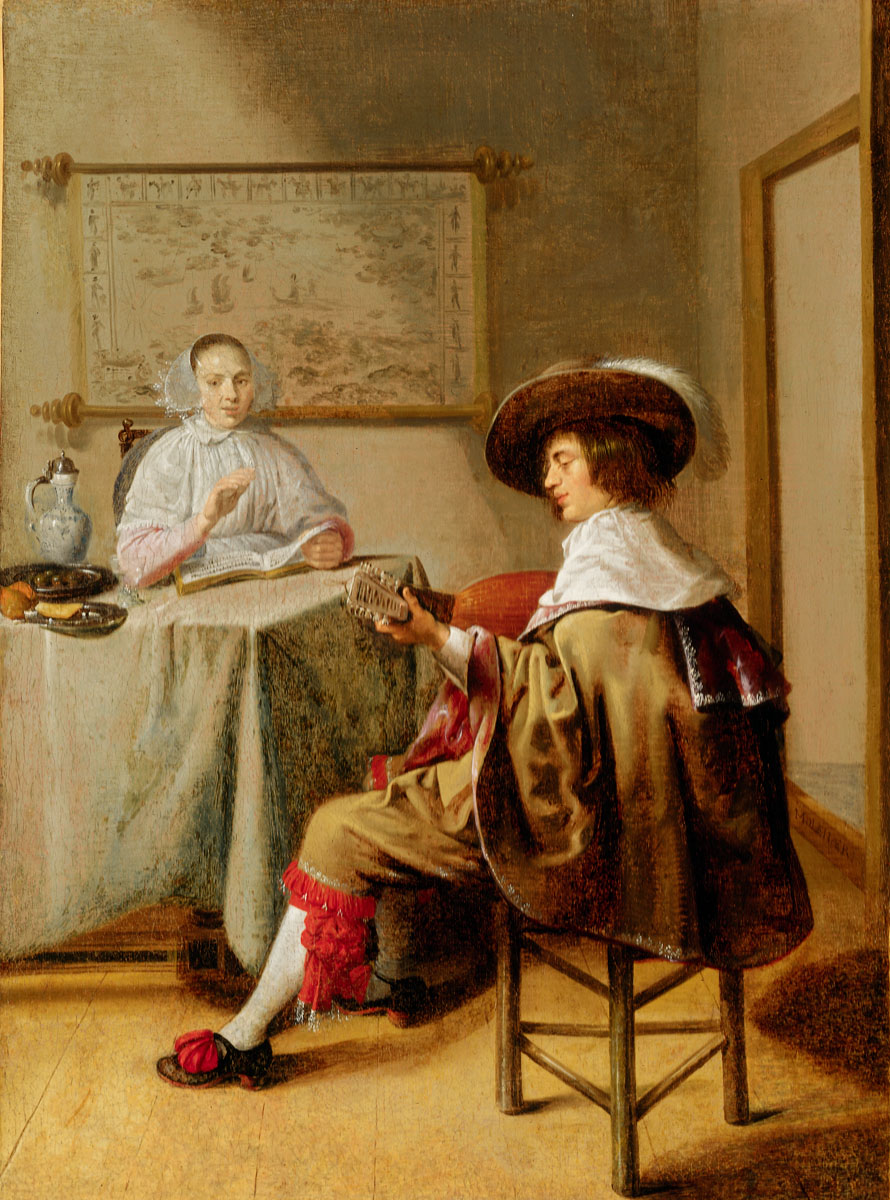
Jan Miense Molenaer, c. 1650

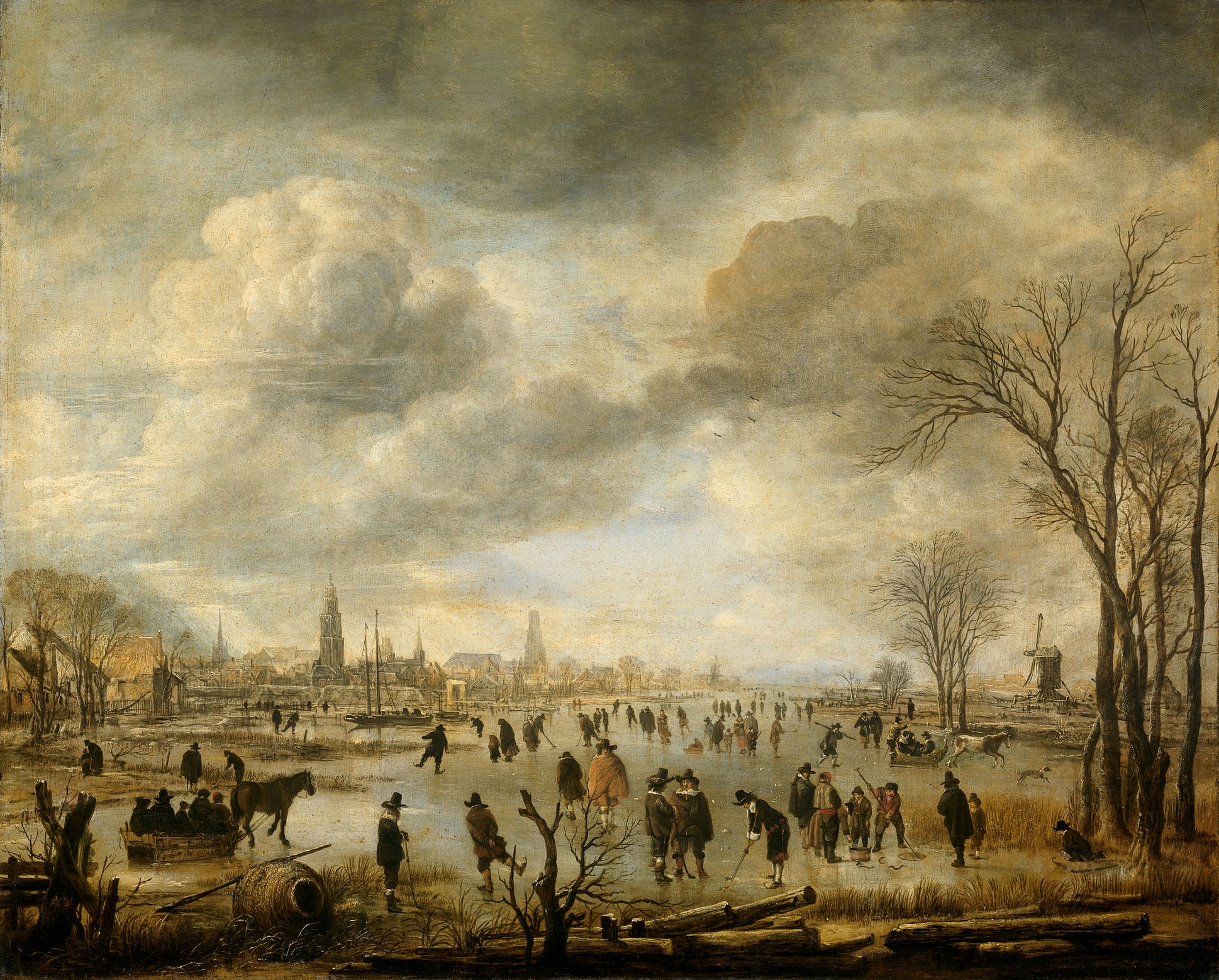
Aert van der Neer, c. 1650

- Maes, Nicolaes (Dordrecht 1634 – Amsterdam 1693)
- Man, Cornelis de (Delft 1621 – Delft 1706)
- Mancadan, Jacobus (c. 1602 – 4 octombrie 1680)
- Marrel, Jacob (Frankenthal 1614 – Frankfurt-am-Main 1681)
- Marseus van Schrieck, Otto (Nijmegen 1619 – Amsterdam 1678)
- Matham, Jacob (Haarlem 1571 – Haarlem 1631)
- Meer, Barend van der (Haarlem 1659 – Haarlem? cca. 1700)
- Meer, Jan van der (Haarlem 1656 – Haarlem 1705)
- Metsu, Gabriel (Leiden 1629 – Amsterdam 1669)
- Mierevelt, Michiel Jansz van (Delft 1567 – Delft 1641)
- Mieris, Frans I van (Leiden 1635 – Leiden 1681)
- Mieris, Jan van (Leiden 1660 – Roma 1690)
- Mignon, Abraham (Frankfurt am Main 1640 – Utrecht 1679)
- Mijtens, Daniël (Delft 1590 – Haga 1647)
- Mijtens, Johannes (Haga 1614 – Haga 1670)
- Moeyaert, Nicolaes (Durgerdam 1592 – Amsterdam 1655)
- Molenaer, Jan Miense (Haarlem 1610 – Haarlem 1668)
- Molenaer, Nicolaes (Haarlem <1630 – Haarlem 1676)
- Molijn, Pieter de (Londra 1595 – Haarlem 1661)
- Moor, Carel de (Leiden 1655 – Warmond 1738)
- Moreelse, Paulus (Utrecht 1571 – Utrecht 1638)
- Mosscher, Jacob van (Haarlem cca. 1605 – Haarlem >1655)
- Moucheron, Frederik de (Emden 1633 – Amsterdam 1686)
- Mulier, Pieter (Haarlem 1637 – Milano 1701)
- Muller, Jan Harmensz (Amsterdam 1571 – Amsterdam 1628)
- Musscher, Michiel van (Rotterdam 1645 – Amsterdam 1705)

### N-O

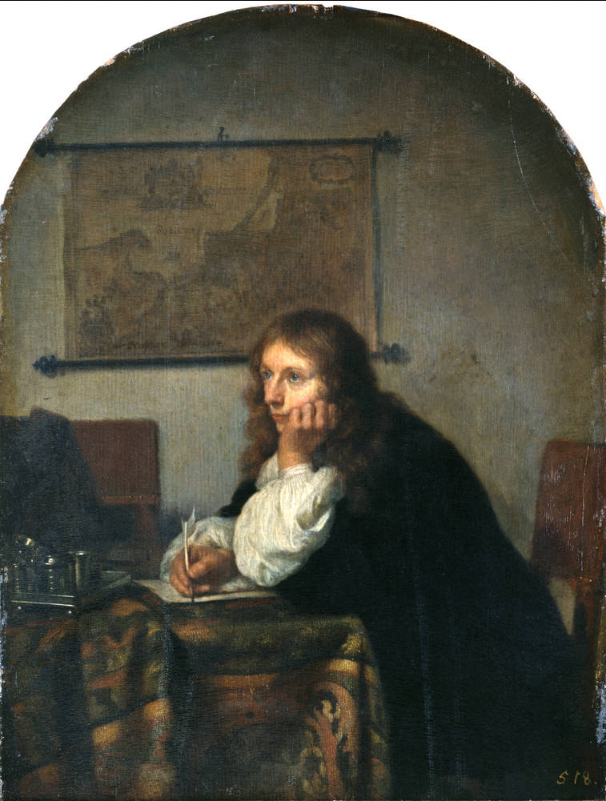
Caspar Netscher, 1665

- Naiveu, Matthijs (Leiden 1647 – Amsterdam 1726)
- Naiwincx, Herman (Schoonhoven 1623 – Hamburg? cca. 1670)
- Neer, Aert van der (Amsterdam 1603 – Amsterdam 1677)
- Neer, Eglon van der (Amsterdam 1634 – Düsseldorf 1703)
- Netscher, Caspar (Heidelberg 1639 – Haga 1684)
- Nieulandt, Willem van (Anvers 1583 – Amsterdam 1635)
- Nooms, Reinier (Amsterdam 1623 – Amsterdam 1664)
- Noordt, Jan van (Schagen 1624 – Londra? 1676?)
- Ochtervelt, Jacob (Rotterdam 1634 – Amsterdam 1682)
- Olis, Jan (Gorinchem 1610 – Heusden 1676)
- Oosterwijck, Maria van (Nootdorp 1630 – Uitdam 1693)
- Ostade, Adriaen van (Haarlem 1610 – Haarlem 1685)
- Ostade, Isaac van (Haarlem 1621 – Haarlem 1649)

### P-R

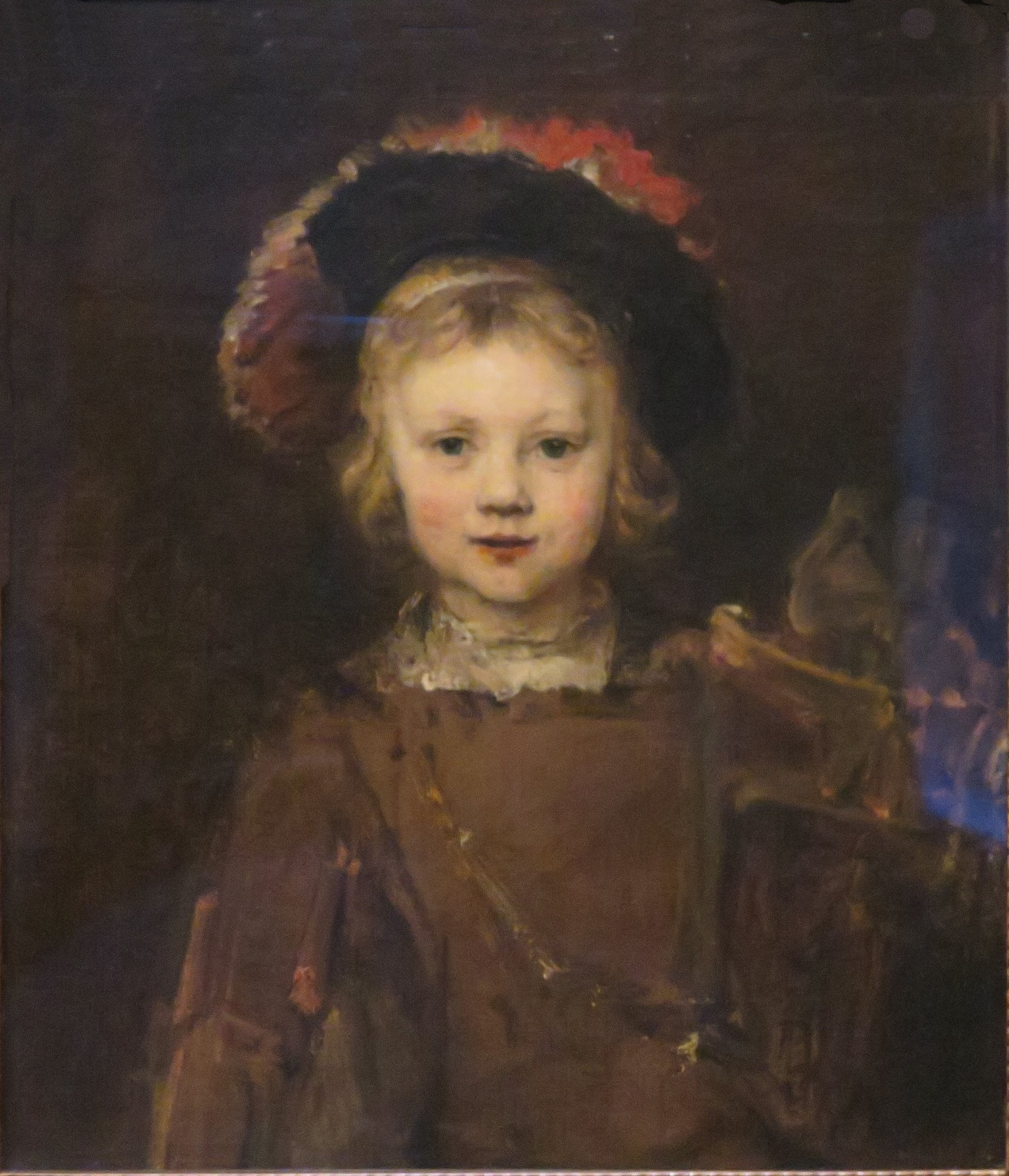
Rembrandt, 1635

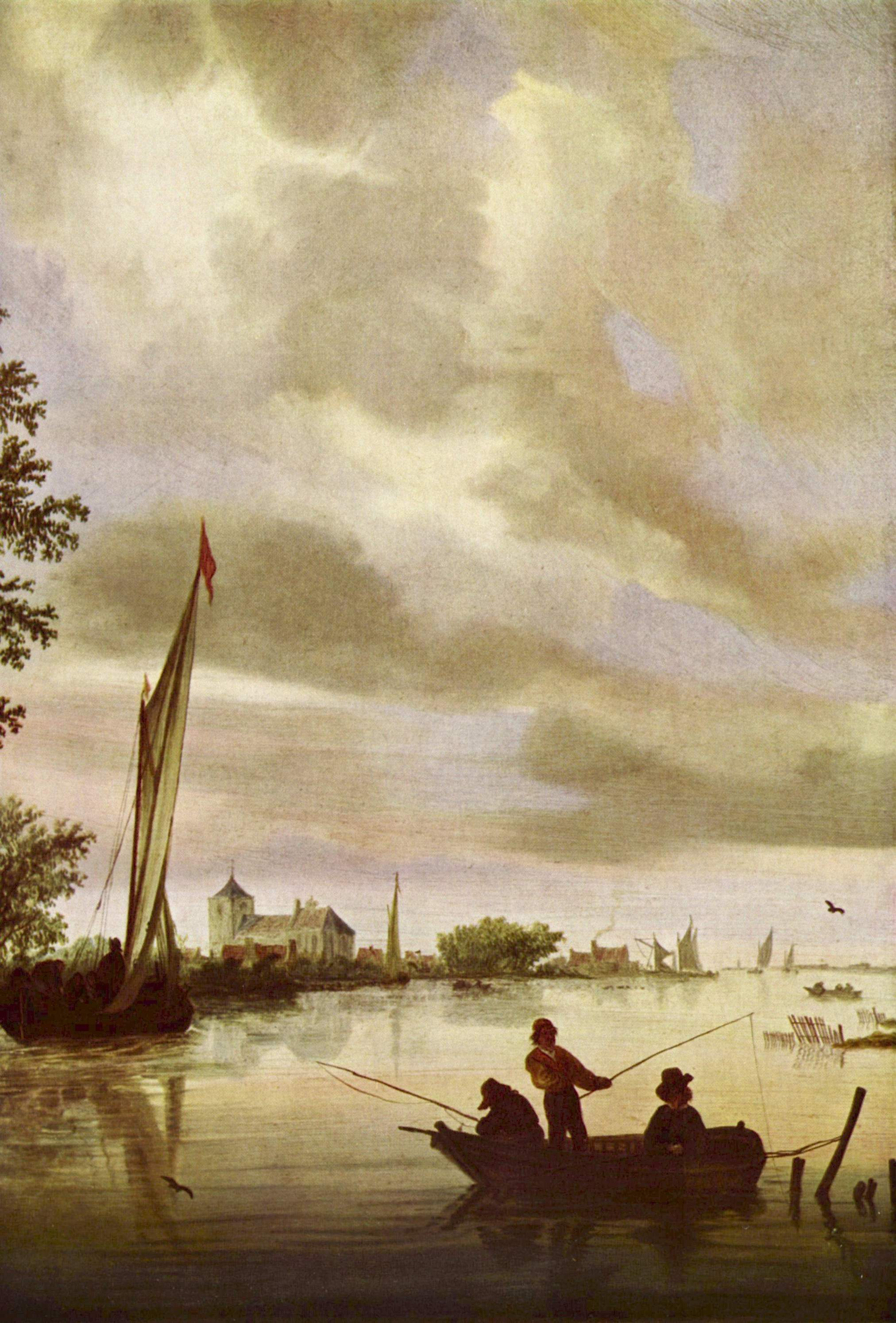
Salomon van Ruysdael, 1632

- Palamedesz, Anthonie (Delft 1601 – Amsterdam 1673)
- Pickenoy, Nicolaes Eliasz (Amsterdam 1588 – Amsterdam 1655)
- Pijnacker, Adam (Schiedam 1622 – Amsterdam 1673)
- Poel, Egbert Lievensz van der (Delft 1621 – Rotterdam 1664)
- Poelenburch, Cornelis van (Utrecht 1594 – Utrecht 1667)
- Poorter, Willem de (Haarlem 1608 – Heusden? > 1648)
- Porcellis, Jan (Ghent 1584 – Zoeterwoude 1632)
- Post, Frans Jansz (Leiden 1612 – Haarlem 1680)
- Post, Pieter Jansz (Haarlem 1608 – Haga 1669)
- Pot, Hendrik Gerritsz (Amsterdam 1580 – Amsterdam 1657)
- Potter, Paulus (Enkhuizen 1625 – Amsterdam 1654)
- Potter, Pieter Symonsz (Enkhuizen 1597 – Amsterdam 1652)
- Pynas, Jacob Symonsz (Haarlem 1592 – Delft 1656)
- Pynas, Jan Symonsz (Alkmaar 1581 – Amsterdam 1631)
- Quast, Pieter Jansz (Amsterdam 1605 – Amsterdam 1647)
- Ravesteyn, Jan Antonisz van (Haga 1572 – Haga 1657)
- Rembrandt (Leiden 1606 – Amsterdam 1669)
- Ring, Pieter de (Ieper cca. 1615 – Leiden 1660)
- Roghman, Roelant (Amsterdam 1627 – Amsterdam 1692)
- Rombouts, Gillis (Haarlem 1631 – Haarlem 1672)
- Rombouts, Salomon (Haarlem 1652 – Italia? cca. 1702)
- Rotius, Jacob (Hoorn 1644 – Hoorn 1682)
- Rotius, Jan Albertsz (Medemblik 1624 – Hoorn 1666)
- Ruisdael, Jacob Isaacksz van (Haarlem 1628 – Haarlem 1682)
- Ruysdael, Salomon van (Naarden 1600 – Haarlem 1670)

### S

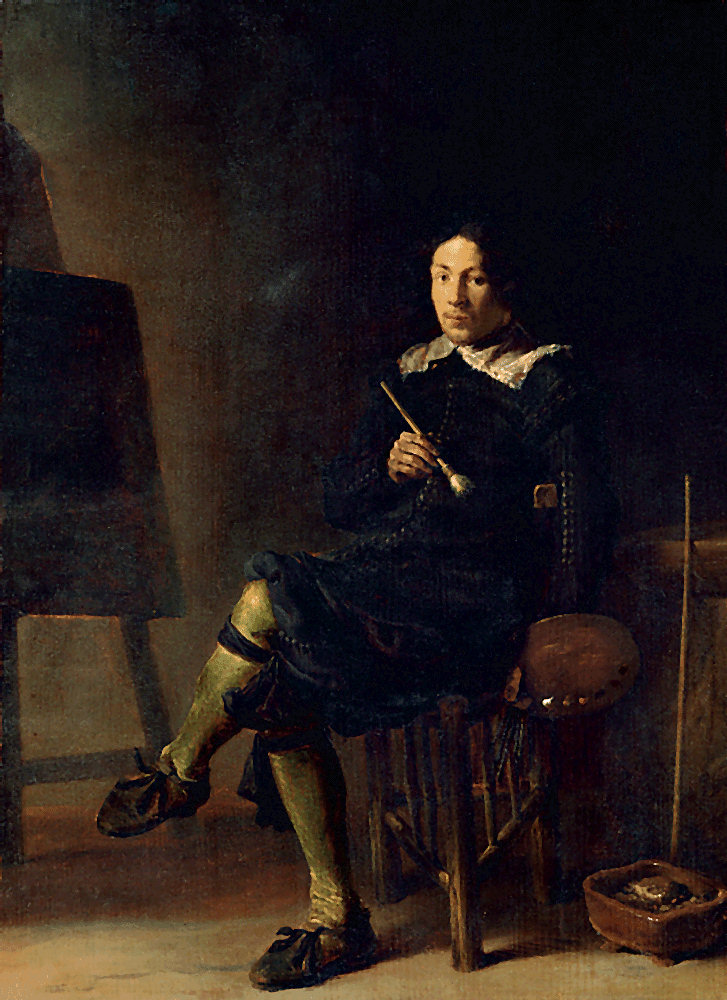
Cornelis Saftleven, 1629

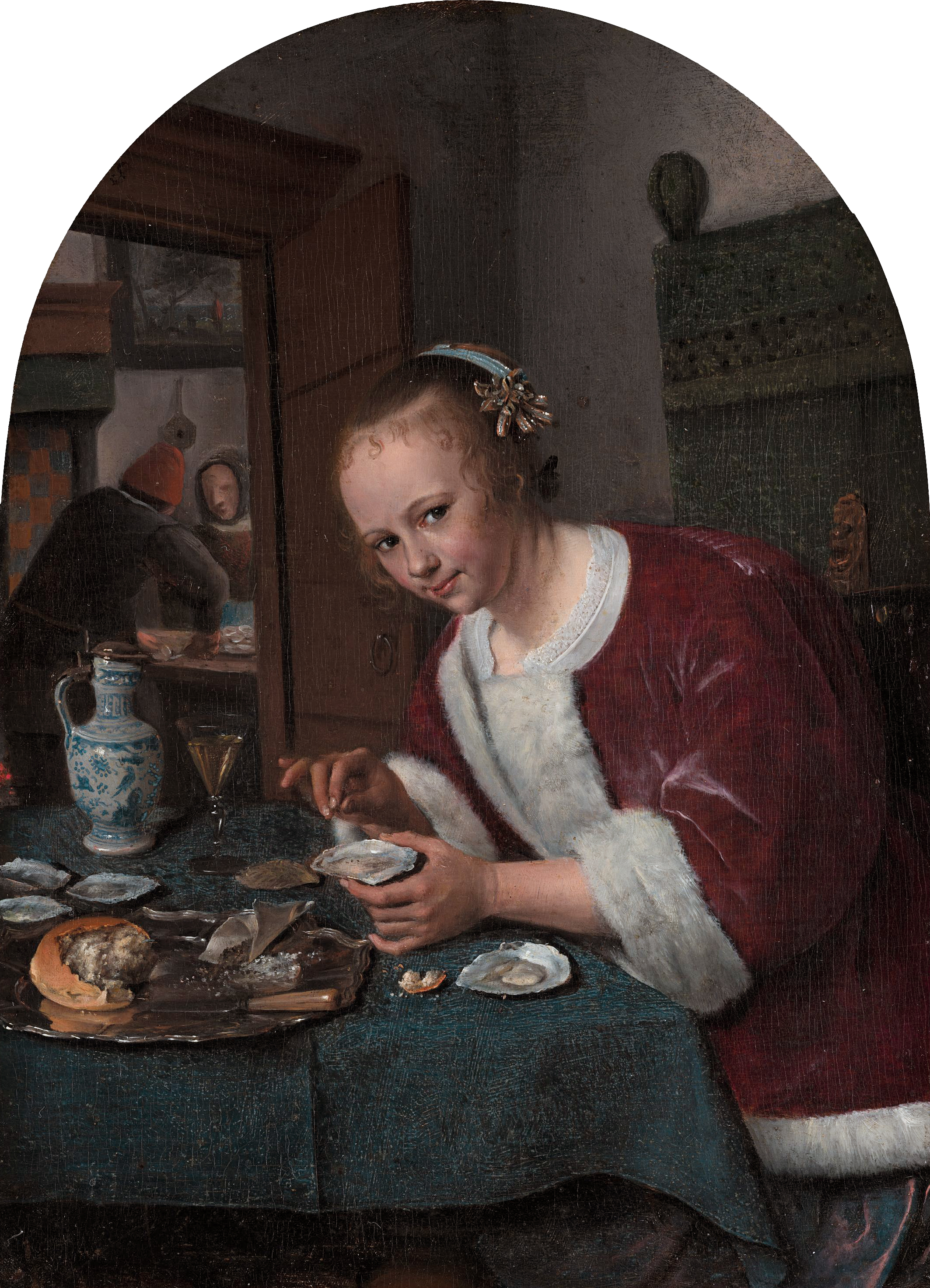
Jan Steen, cca. 1665

- Saenredam, Pieter Jansz (Assendelft 1597 – Haarlem 1665)
- Saftleven, Cornelis (Gorinchem 1607 – Rotterdam 1681)
- Saftleven, Herman (Rotterdam 1609 – Utrecht 1685)
- Salm, Adriaen van (Delfshaven cca. 1660 – Delfshaven 1720
- Santvoort, Dirck Dircksz van (Amsterdam 1610 – Amsterdam 1680)
- Savery, Roelant (Kortrijk 1576 – Utrecht 1639)
- Schalcken, Godfried (Made 1643 – Haga 1706)
- Schellinks, Willem (Amsterdam 1627 – Amsterdam 1678)
- Schooten, Floris van (ca 1590 – Haarlem 1656)
- Schrieck, Otto Marseus van (Nijmegen 1619 – Amsterdam 1678)
- Seghers, Hercules (Haarlem 1589 – Haga 1638)
- Slingelandt, Pieter Cornelisz van (Leiden 1640 – Leiden 1691)
- Soest, Gerard (Soest 1600 - Londra 1681)
- Sorgh, Hendrick Martensz (Rotterdam 1610 – Rotterdam 1670)
- Soutman, Pieter (Haarlem cca. 1595 – Haarlem 1657)
- Spelt, Adriaen van der (Leiden cca. 1630 – Gouda 1673)
- Staveren, Jan Adriaensz van (Leiden 1614 – Leiden 1669)
- Steen, Jan Havicksz (Leiden 1626 – Leiden 1679)
- Steenwijck, Harmen (Delft 1612 – Leiden 1656)
- Steenwijck, Hendrik II van (Anvers cca. 1580 – Leiden or Haga 1649)
- Stom, Matthias (Amersfoort 1600 – Sicilia >1652)
- Stoop, Dirck (Utrecht 1618 – Utrecht 1686)
- Storck, Abraham (Amsterdam 1644 – Amsterdam 1708)
- Storck, Jacob (Amsterdam 1641 – Amsterdam 1688)
- Streek, Juriaen van (Amsterdam 1632 – Amsterdam 1687)
- Stuven, Ernst (Hamburg cca. 1657 – Rotterdam 1712)
- Susenier, Abraham (Leiden cca. 1620 – Dordrecht 1672)
- Swanenburg, Jacob Isaacsz van (Leiden 1571 – Utrecht 1638)
- Swanevelt, Herman van (Woerden 1604 – Paris 1655)

### T-U

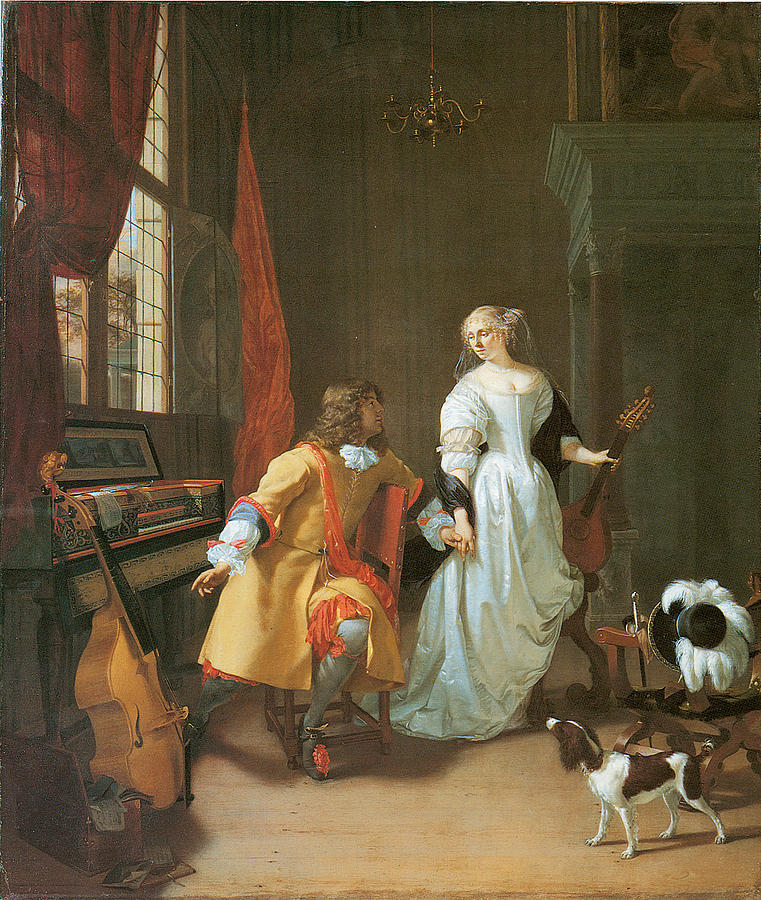
Jan Verkolje, 1674

- Tempel, Abraham van den (Leeuwarden 1622 – Amsterdam 1672)
- Tengnagel, Jan (Amsterdam 1584 – Amsterdam 1635)
- Terborch, Gerard (II) (Zwolle 1617 – Deventer 1681)
- Terbrugghen, Hendrick (Utrecht 1588 – Utrecht 1629)
- Thulden, Theodoor van (Den Bosch 1606 – Den Bosch 1669)
- Tol, Domenicus van (Bodegraven cca. 1635 – Leiden 1676)
- Toorenvliet, Jacob (Leiden 1640 – Leiden 1719)
- Torrentius, Johannes (Amsterdam 1589 – Amsterdam 1644)
- Ulft, Jacob van der (Gorinchem 1627 - Noordwijk 1690)

### V

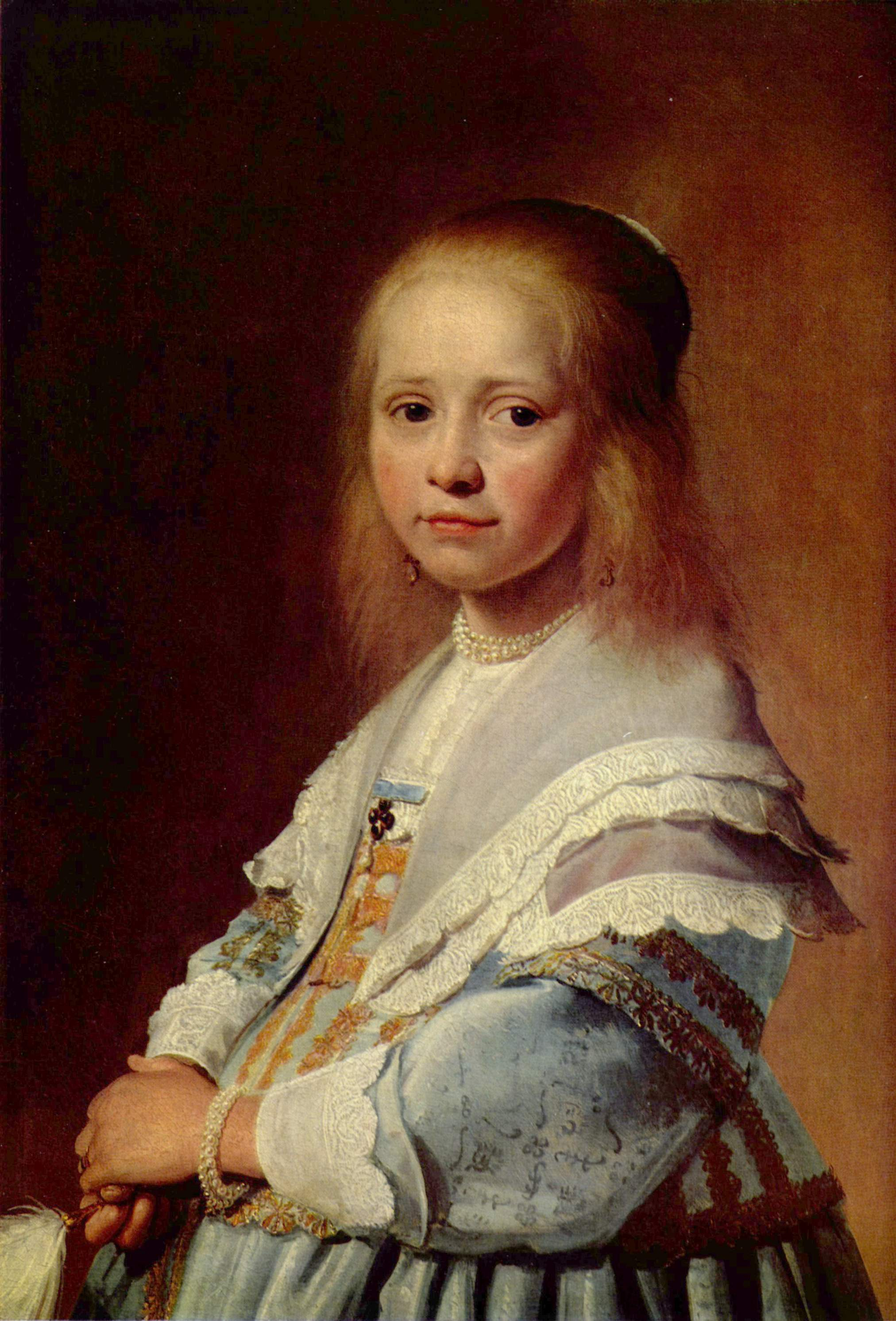
Jan Cornelisz Verspronck, 1641

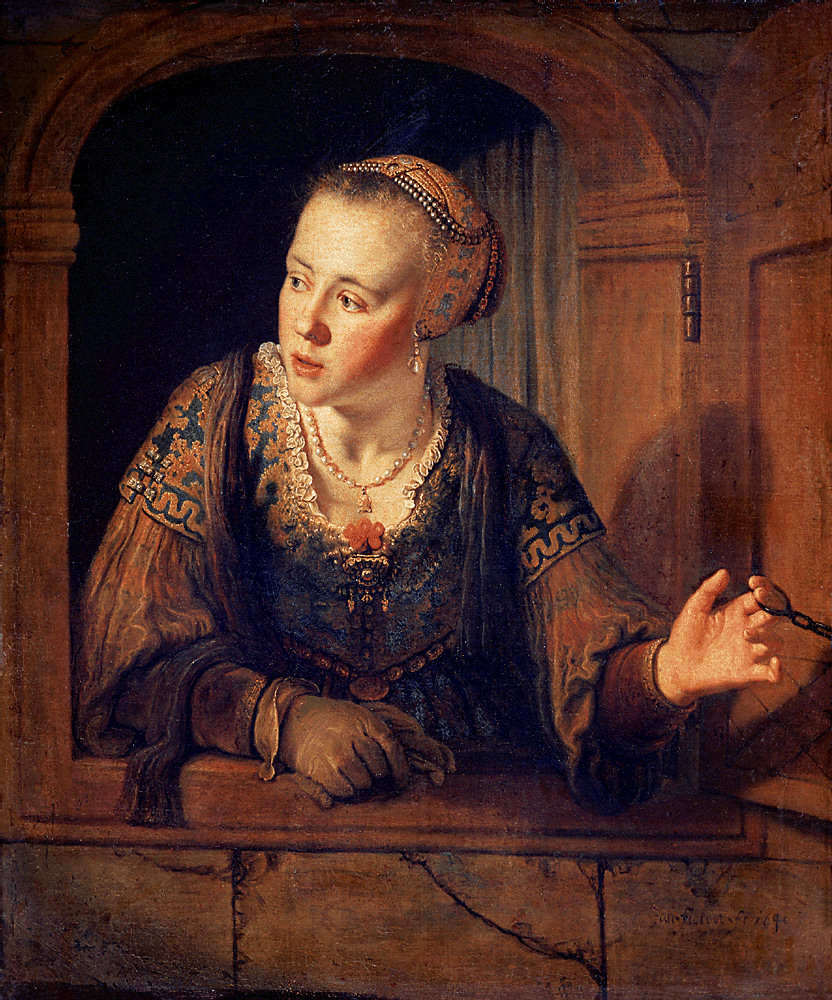
Jan Victors, 1640

- Valckert, Werner van den (Amsterdam? cca. 1585 – Delft? 1644?)
- Velde, Adriaen van de (Amsterdam 1636 – Amsterdam] 1672)
- Velde, Esaias van de (Amsterdam 1587 – Haga 1630)
- Velde, Jan (II) van de (Rotterdam or Delft 1593 – Enkhuizen 1641)
- Velde, Jan Jansz (III) van de (Haarlem 1620 – Enkhuizen 1662)
- Velde, Willem (I) van de (Leiden 1611 – Greenwich 1693)
- Velde, Willem (II) van de (Leiden 1633 – Londra 1707)
- Velsen, Jacob Jansz van (Delft 1597 – Amsterdam 1656)
- Venne, Adriaen Pietersz van de (Delft 1589 – Haga 1662)
- Verbeeck, Cornelis (Haarlem 1590 - Haarlem 1647)
- Verbeeck, Pieter Cornelisz. (Haarlem 1610 - Haarlem 1654)
- Verelst, Herman (Haga or Dordrecht 1641 – Londra 1702)
- Verelst, Pieter Hermansz (Dordrecht cca. 1618 – Hulst? cca. 1678)
- Verelst, Simon Pietersz (Haga 1644 – Londra < 1717)
- Verkolje, Jan (Amsterdam 1650 – Delft 1693)
- Vermeer, Johannes (Delft 1632 – Delft 1675)
- Vermeer van Haarlem, Jan (I) (Haarlem 1628 – Haarlem 1691)
- Vermeer van Haarlem, Jan (II) (Haarlem 1656 – Haarlem 1705)
- Verschuring, Hendrick (Gorinchem 1627 – Dordrecht 1690)
- Verspronck, Johannes Cornelisz (Haarlem cca. 1606 – Haarlem 1662)
- Verwer, Abraham de (Haarlem cca. 1585 – Amsterdam 1650)
- Verwer, Justus de (Amsterdam 1625 – Amsterdam 1689)
- Victors, Jan (Amsterdam 1619 – Indonezia 1676)
- Vinckboons, David (Mechelen 1576 – Amsterdam 1629)
- Visscher, Cornelis (Haarlem 1628 – Amsterdam 1658)
- Vlieger, Simon de (Rotterdam 1600/1 – Weesp 1653)
- Vliet, Hendrick Cornelisz van (Delft 1611 – Delft 1675)
- Vliet, Willem van der (Delft 1584 – Delft 1642)
- Vois, Arie de (Utrecht cca. 1632 – Leiden 1680)
- Vonck, Jan (Toruń 1631 – Amsterdam 1664)
- Vos, Cornelis de (Hulst 1584 – Anvers 1651)
- Vosmaer, Daniël (Delft 1622 – Den Briel 1670)
- Vrel, Jacob (fl.Delft and Haarlem 1654-1670)
- Vries, Abraham de (Rotterdam 1590 - Haga 1655)
- Vries, Roelof Jansz van (Haarlem 1631 – Amsterdam >1680)
- Vroom, Cornelis (Haarlem 1591 – Haarlem 1661)
- Vroom, Hendrik Cornelisz (Haarlem 1566 – Haarlem 1640)

### W-Z

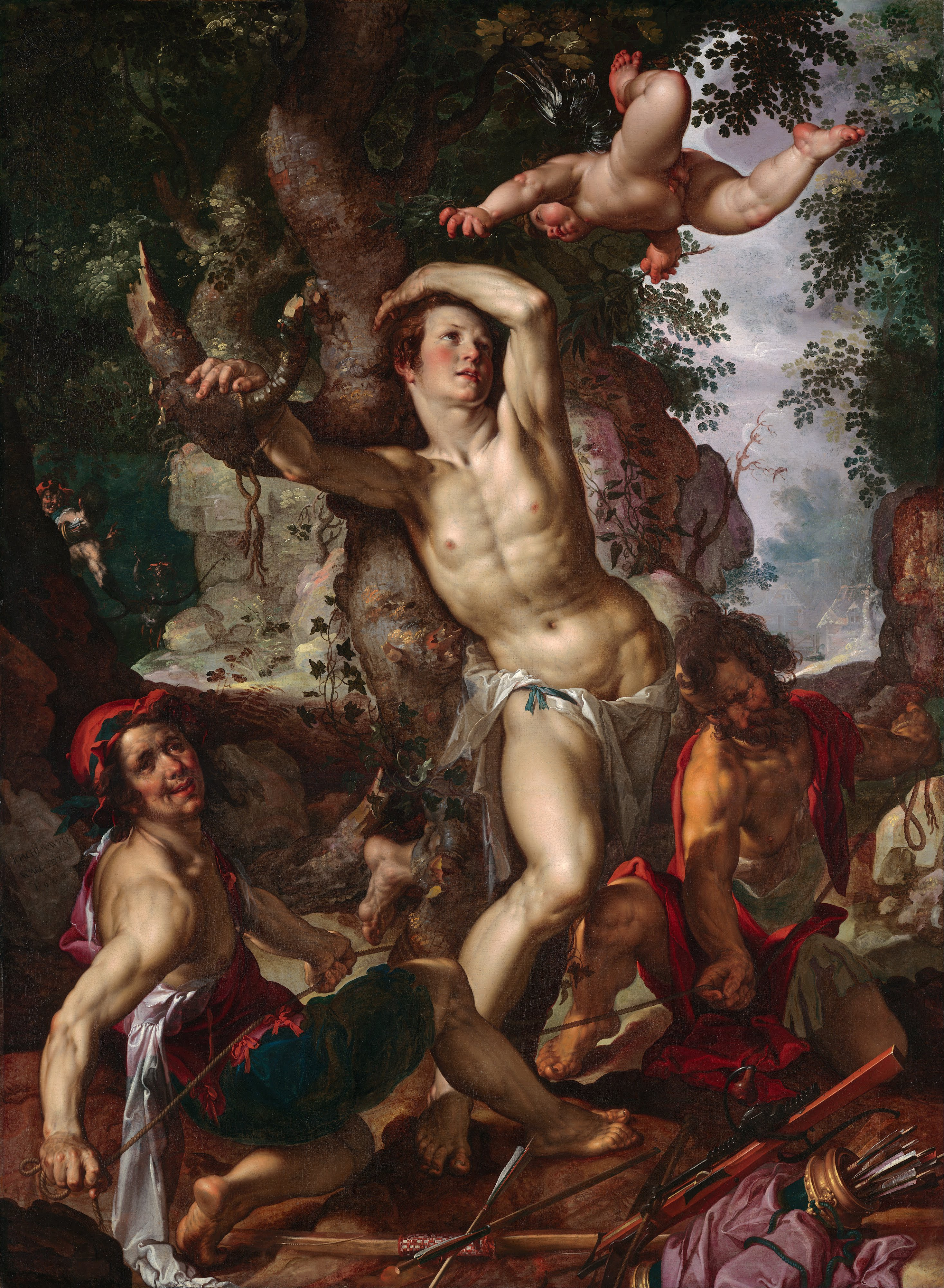
Joachim Wtewael, 1600

- Waterloo, Anthonie (Lille 1609 – Utrecht 1690)
- Weenix, Jan (Amsterdam 1642 – Amsterdam 1719)
- Weenix, Jan Baptist (Amsterdam 1621 – Utrecht 1661)
- Wet, Jacob de (Haarlem 1611 – Haarlem 1675)
- Wieringen, Cornelis Claesz van (Haarlem <1577 – Haarlem 1633)
- Wijck, Thomas (Beverwijk cca. 1616 – Haarlem 1677)
- Wijnants, Jan (Haarlem 1632 – Amsterdam 1684)
- Willaerts, Abraham (Utrecht 1603 – Utrecht 1669)
- Willaerts, Adam (Londra 1577 – Utrecht 1664)
- Wissing, Willem (Amsterdam 1656 – Stamford, Lincolnshire 1687)
- Withoos, Matthias (Amersfoort 1627 – Hoorn 1703)
- Witte, Emanuel de (Alkmaar 1617 – Amsterdam 1692)
- Wittel, Caspar van (Amersfoort 1653 – Roma 1736)
- Wouwerman, Philips (Haarlem 1619 – Haarlem 1668)
- Wtenbrouck, Moyses van (Haga cca. 1595 – Haga 1647)
- Wtewael, Joachim (Utrecht 1566 – Utrecht 1638)
- Wtewael, Peter (Utrecht 1596 – Utrecht 1660)
- Wyck, Jan (Haarlem 1644 – Mortlake 1702)

## Secolul al XVIII-lea

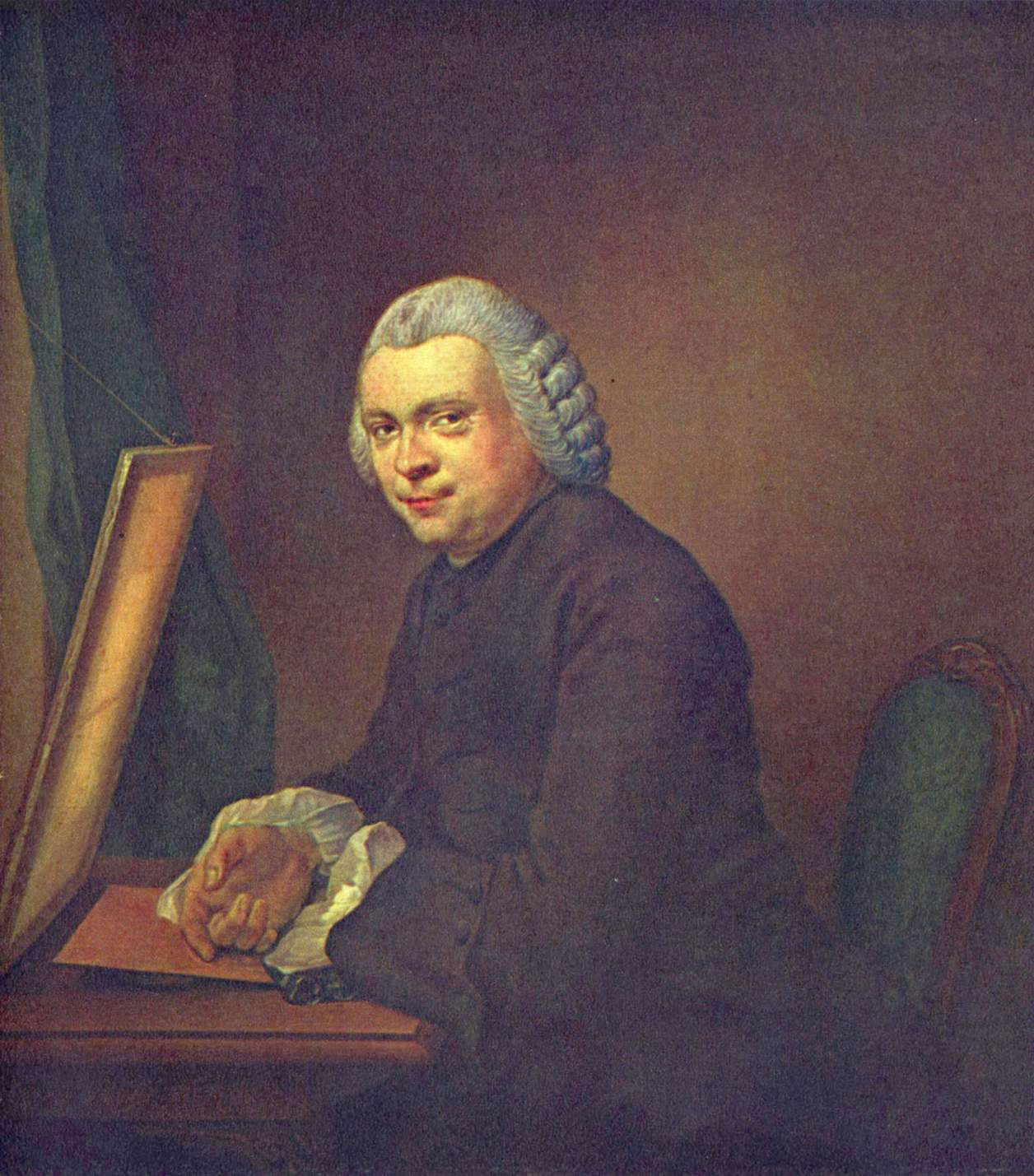
Jacobus Buys, 1766

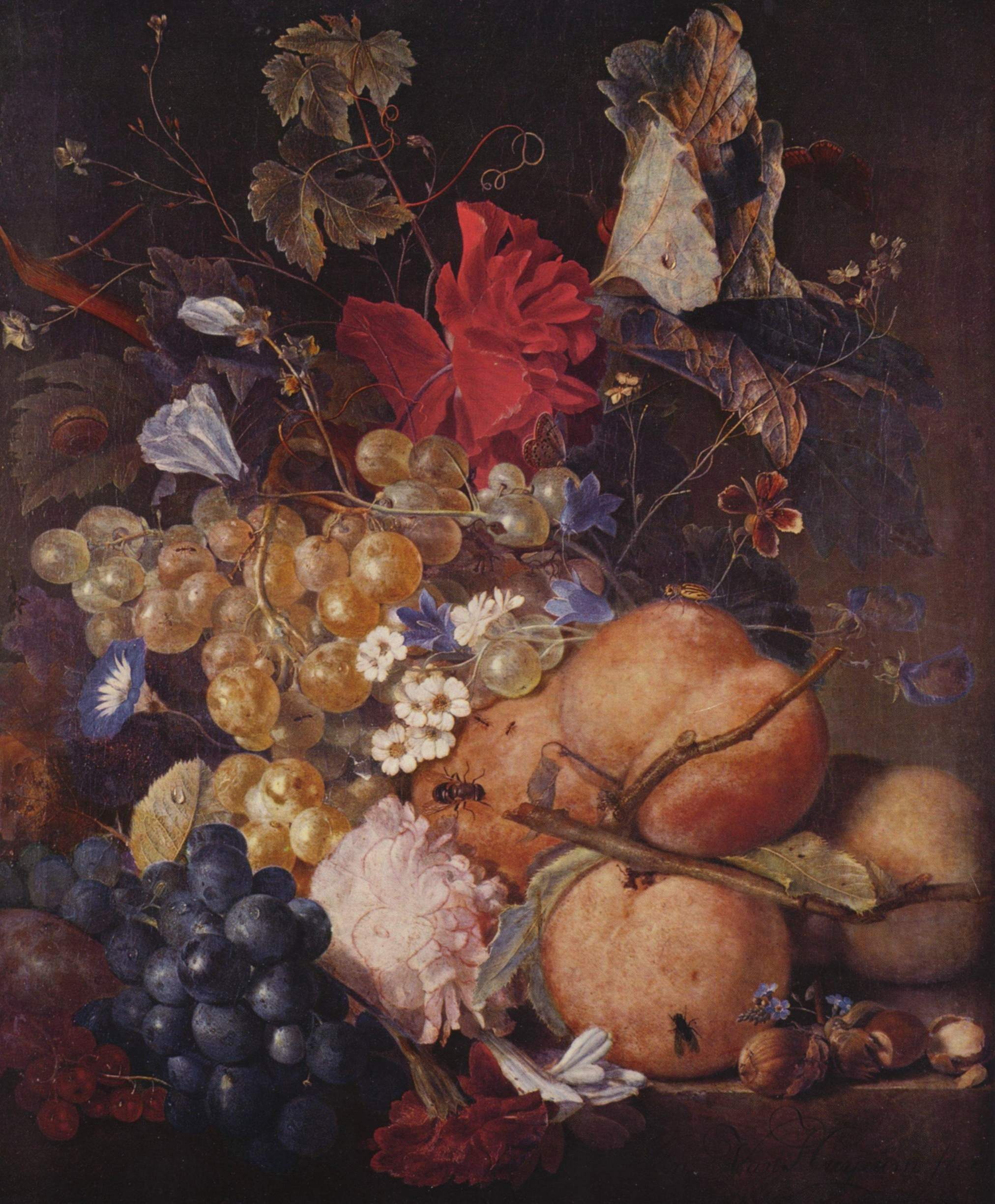
Jan van Huysum, 1735

### A-L
- Aa, Dirk van der (Haga, 1731 – Haga 1809)
- Accama, Bernardus (Burum 1697 – Leeuwarden 1756)
- Andriessen, Jurriaan (Amsterdam 1742 – Amsterdam 1819)
- Jan Augustini, Jan (Groningen 1725 – Haarlem 1773)
- Barbiers, Pieter (Amsterdam 1717 – Amsterdam 1780)
- Beijer, Jan de (Aarau 1703 – Cleves 1785)
- Boonen, Arnold (Dordrecht 1669 – Amsterdam 1729)
- Burg, Adriaan van der (Dordrecht 1693 – Dordrecht 1733)
- Buys, Jacobus (Amsterdam 1724 – Amsterdam 1801)
- Cats, Jacob (Altona 1741 – Amsterdam 1799)
- Dongen, Dionys van (Dordrecht 1748 – Rotterdam 1819)
- Drielst, Egbert van (Groningen 1745 – Amsterdam 1818)
- Fargue, Paulus Constantijn la (Haga 1729 – Haga 1782)
- Haag, Tethart Philipp Christian (Kassel 1737 – Haga 1812)
- Hendriks, Wybrand (Amsterdam 1744 – Haarlem 1831)
- Houbraken, Jacob (Dordrecht 1698 – Amsterdam 1780)
- Huysum, Jan van (Amsterdam 1682 – Amsterdam 1749)
- Jelgerhuis, Rienk (Leeuwarden 1729 – Amsterdam 1806)
- Jelgersma, Tako Hajo (Harlingen 1702 – Haarlem 1795)
- Kobell, Hendrik (Rotterdam 1751 – Rotterdam n1779)
- Kouwenbergh, Philip van (Amsterdam 1671 – Amsterdam 1729)
- Langendijk, Dirk (Rotterdam 1748 – Rotterdam 1805)

### M-Z

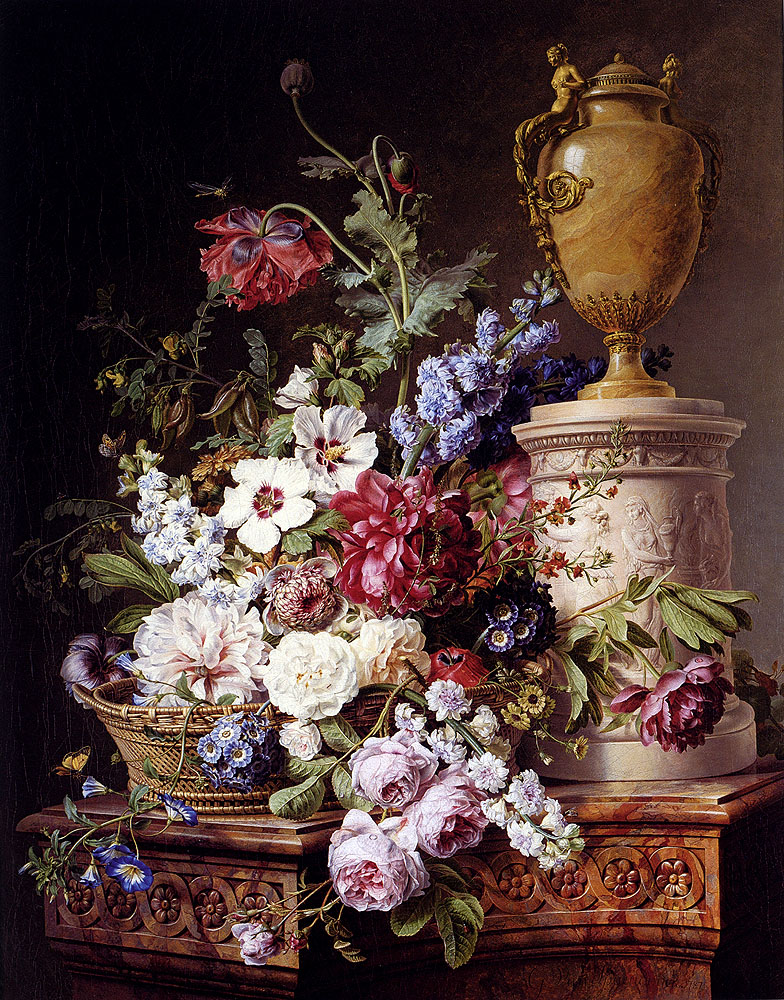
Gerard van Spaendonck, 1787

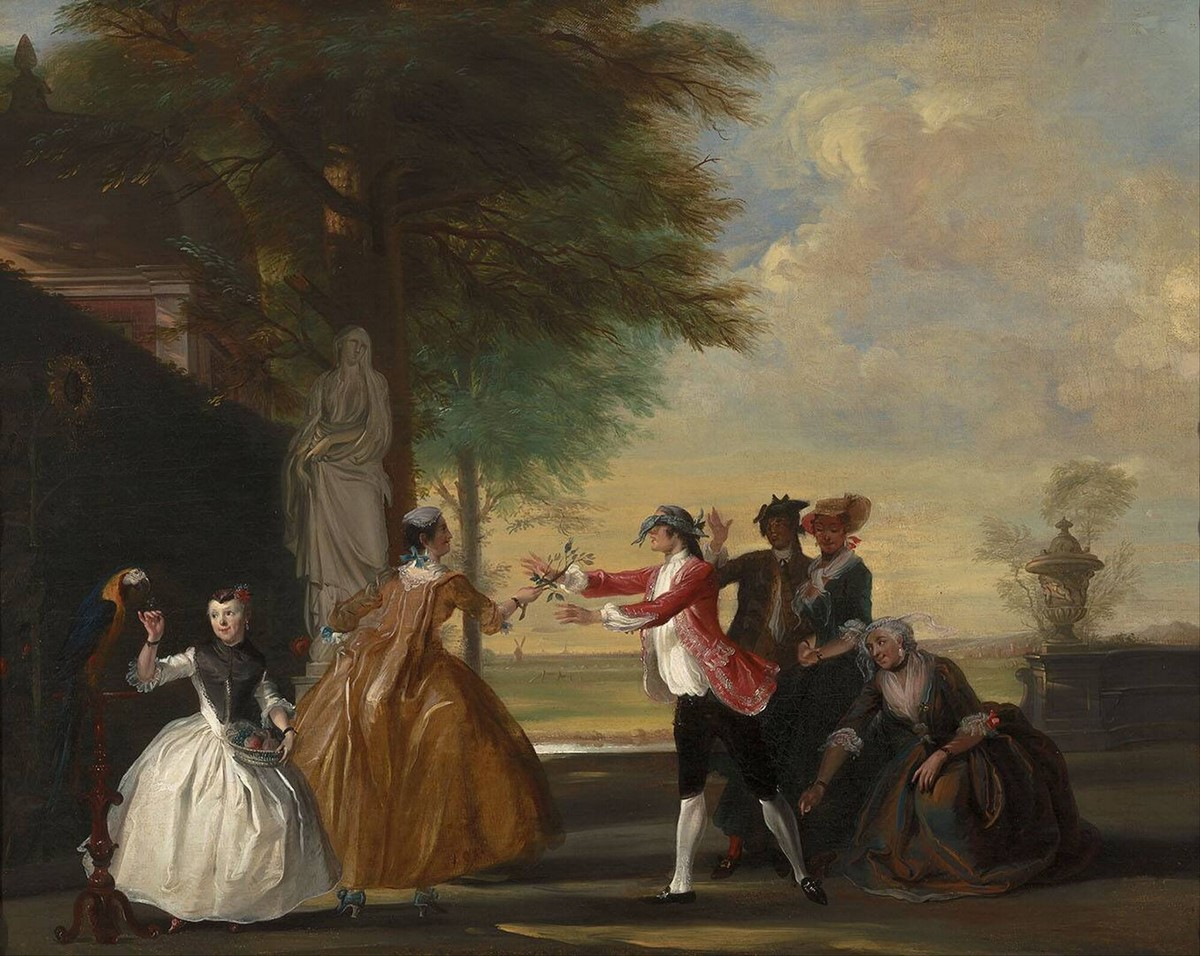
Cornelis Troost, cca. 1740

- Meijer, Hendrik (Amsterdam 1737 – Londra 1793)
- Mieris, Frans II van (Leiden 1689 – Leiden 1763)
- Mieris, Willem van (Leiden 1662 – Leiden 1747)
- Moni, Louis de (Breda 1698 – Leiden 1771)
- Moucheron, Isaac de (Amsterdam 1667 – Amsterdam 1744)
- Os, Jan van (Middelharnis 1744 – Haga 1808)
- Ouwater, Isaac (Amsterdam 1748 – Amsterdam 1793)
- Regters, Tibout (Dordrecht 1710 – Amsterdam 1768)
- Ruysch, Anna (Haga 1666 – Amsterdam? >1741)
- Ruysch, Rachel (Haga 1664 – Amsterdam 1750)
- Schouman, Aert (Dordrecht 1710 – Haga 1792)
- Silo, Adam (Amsterdam 1674 – Amsterdam 1760)
- Spaendonck, Cornelis van (Tilburg 1756 – Paris 1839)
- Spaendonck, Gerard van (Tilburg 1746 – Paris 1822)
- Strij, Abraham van (Dordrecht 1753 – Dordrecht 1826)
- Strij, Jacob van (Dordrecht 1756 – Dordrecht 1815)
- Troost, Cornelis (Amsterdam 1696 – Amsterdam 1750)
- Valkenburg, Dirk (Amsterdam 1675 – Amsterdam 1721)
- Vanderlyn, Pieter (Netherlands 1687 – Kingston, NY? 1778)
- Verkolje, Nicolaas (Delft 1673 – Amsterdam 1746)
- Vermeulen, Andries (Dordrecht 1763 – Amsterdam 1814)
- Vinne, Jan Vincentsz van der (Haarlem 1663 – Haarlem 1721)
- Werff, Adriaen van der (Kralingen 1659 – Rotterdam 1722)
- Werff, Pieter van der (Kralingen 1665 – Rotterdam 1722)
- Wit, Jacob de (Amsterdam 1695 – Amsterdam 1754)

## Secolul al XIX-lea

### A-G

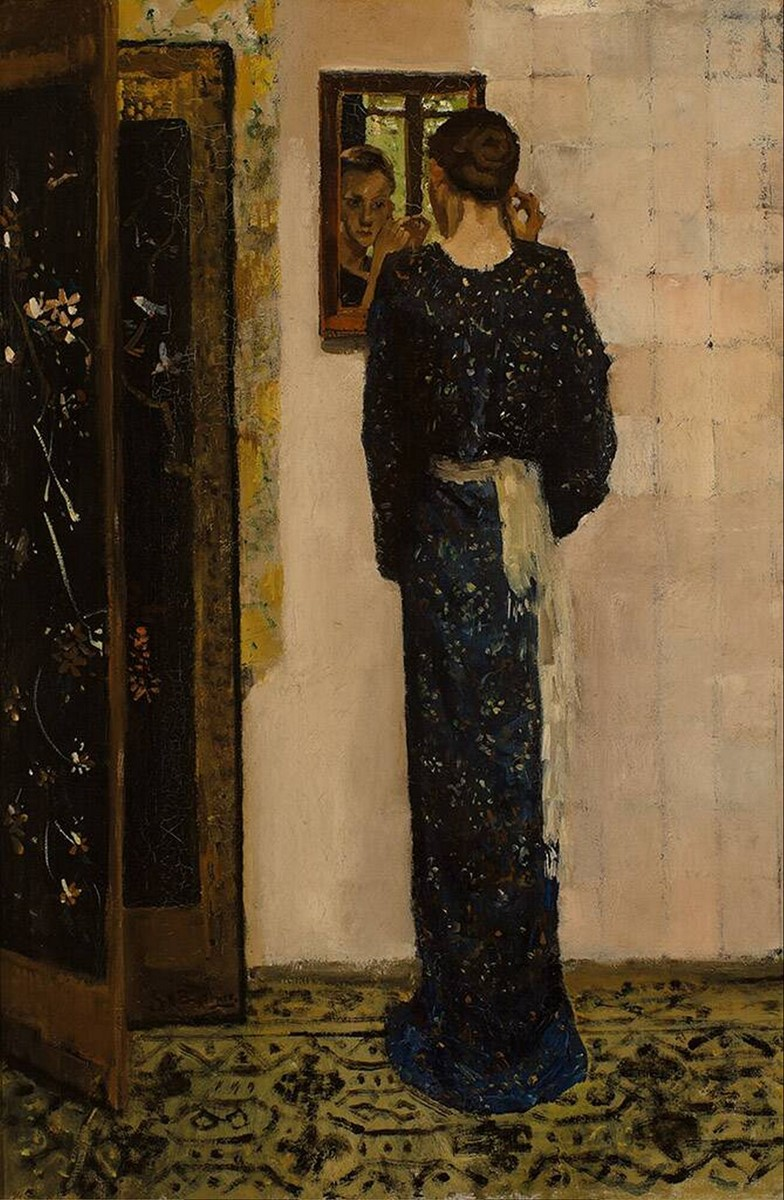
George Hendrik Breitner, 1894

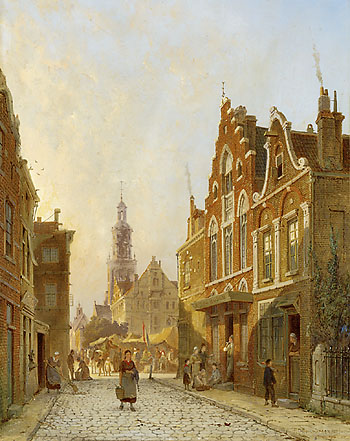
Pieter Cornelis Dommersen, 1889

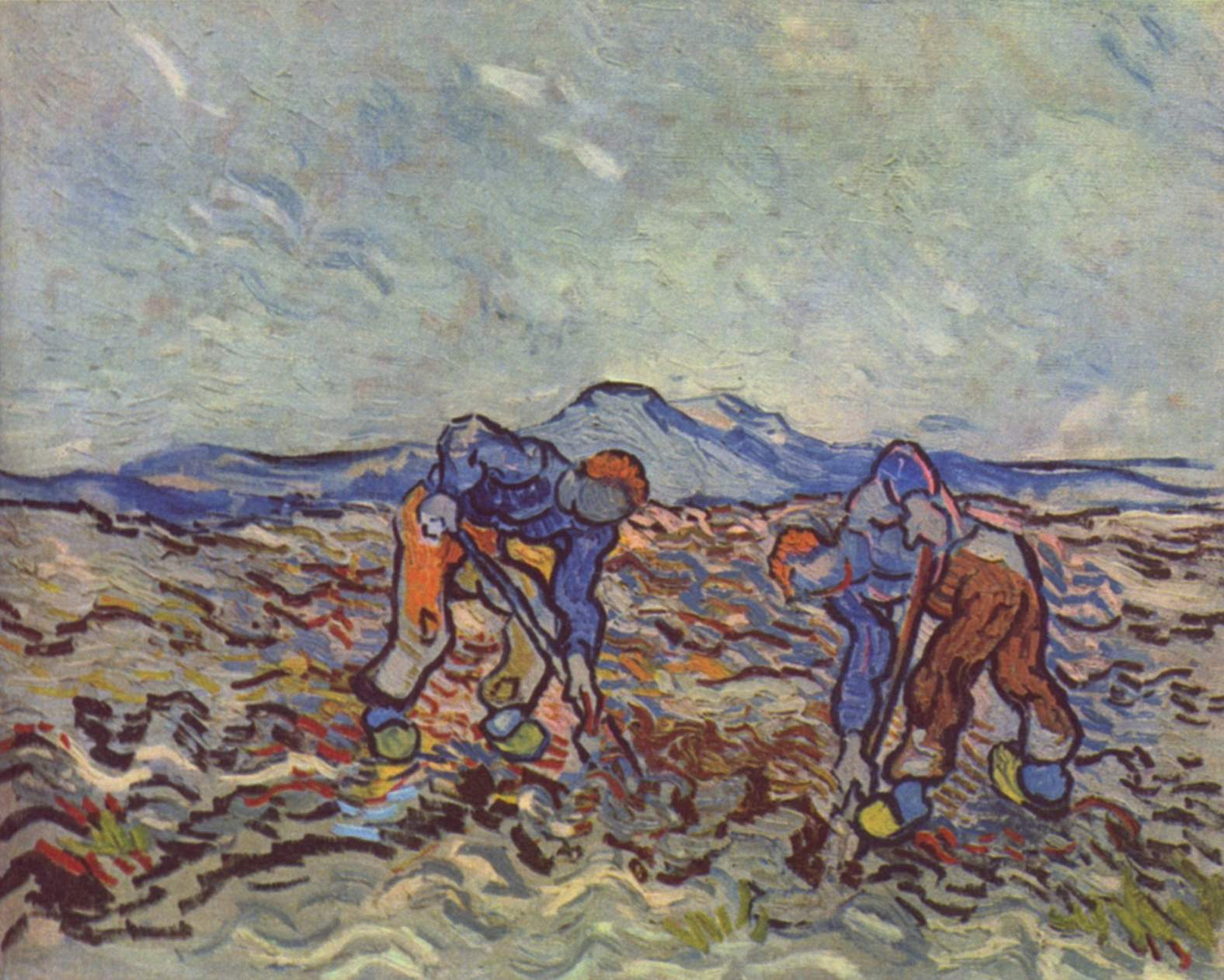
Vincent van Gogh, 1890

- Abels, Jacob (Amsterdam 1803 – Abcoude 1866)
- Abrahams, Anna Adelaïde (Middelburg 1849 – Haga 1930)
- Allebé, August (Amsterdam 1838 - Amsterdam 1927)
- Alma-Tadema, Lawrence (Dronrijp 1836 – Wiesbaden 1912)
- Andriessen, Christiaan (Amsterdam 1775 – Amsterdam 1846)
- Apol, Louis (Haga 1850 – Haga 1936)
- Artan de Saint-Martin, Louis (Haga 1837 – Oostduinkerke 1890)
- Bakker Korff, Alexander Hugo (Haga 1824 – Leiden 1882)
- Beest, Albertus van (Rotterdam 1820 – New York 1860)
- Bilders, Gerard (Utrecht 1838 – Haga 1865)
- Bilders, Johannes (Utrecht 1811– Oosterbeek 1890)
- Blommers, Bernardus Johannes (Haga 1845 – Haga 1914)
- Bock, Théophile de (Haga 1851 – Haarlem 1914)
- Bommel, Elias Pieter van (Amsterdam 1819 – Viena 1890)
- Borselen, Jan Willem van (Gouda 1825 – Haga 1892)
- Bosboom, Johannes (Haga 1817 – Haga 1891)
- Breitner, George Hendrik (Rotterdam 1857 – Amsterdam 1923)
- Calisch, Moritz (Amsterdam 1819 - Amsterdam 1870)
- Derkinderen, Antoon (Den Bosch 1859 – Amsterdam 1925)
- Doeleman, Jan Hendrik (Rotterdam 1848  –  Voorburg 1913)
- Dommersen, Cornelis Christiaan (Utrecht 1842 – Haga 1928)
- Dommersen, Pieter Cornelis (Utrecht 1834 – Anglia 1908 ?)
- Eerelman, Otto (Groningen 1839 – Groningen 1926)
- Eversen, Adrianus (Amsterdam 1818 – Delft 1897)
- Famars Testas, Willem de (Utrecht 1834 – Arnhem 1896)
- Fontijn, Pieter (Dordrecht 1773 – Dordrecht 1839)
- Gaal, Jacobus Cornelis (East Souburg 1796 – Kampen 1866)
- Gabriël, Paul (Amsterdam 1828 – Scheveningen 1903)
- Gogh, Vincent van (Zundert 1853 – Auvers-sur-Oise 1890)
- Guys, Constantin (Vlissingen 1802 – Paris 1892)

### H-K

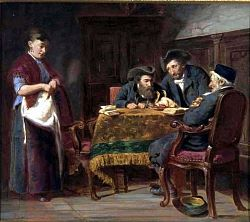
Meijer de Haan, 1880

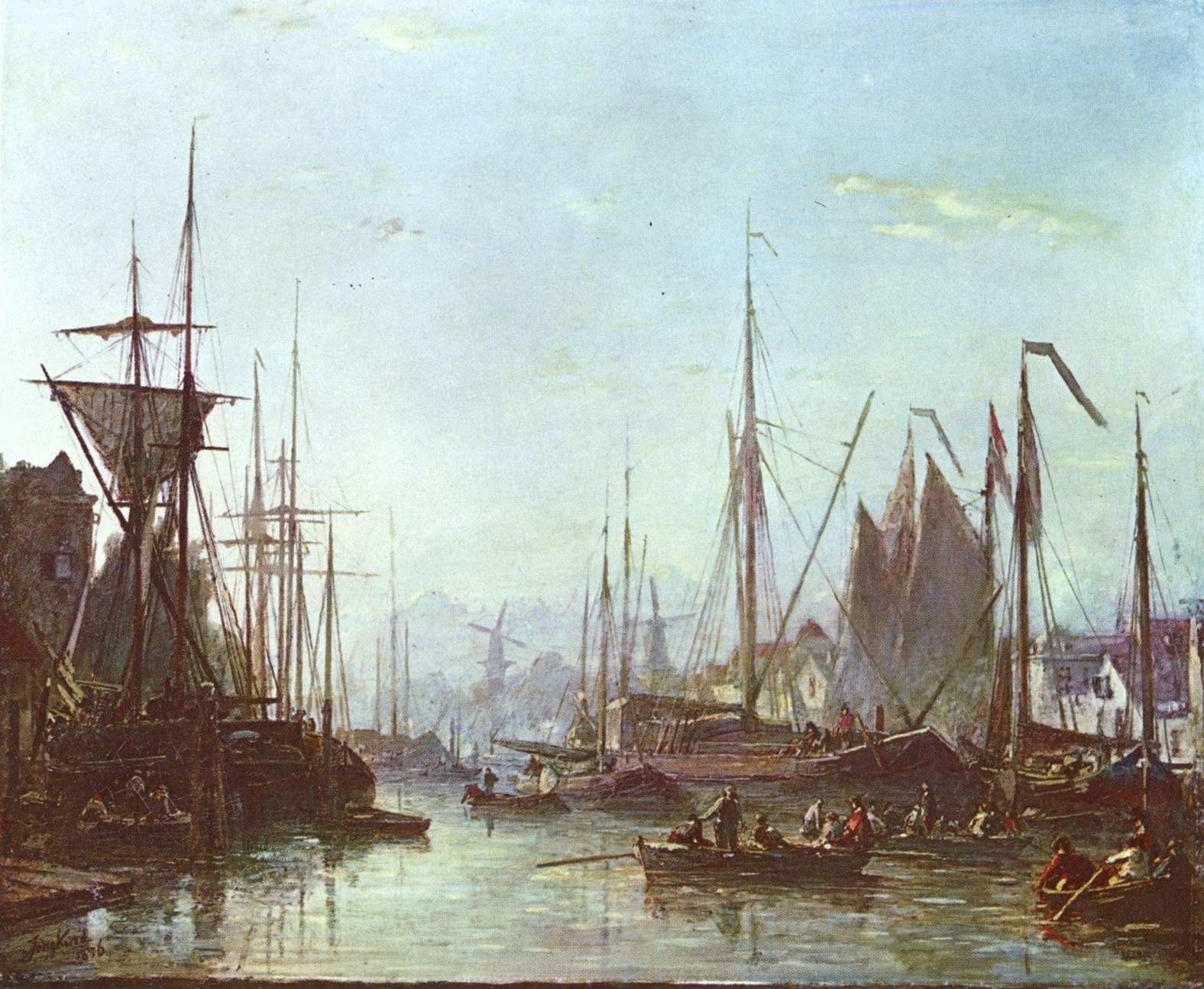
Johan Barthold Jongkind, 1856

- Haan, Meijer de (Amsterdam 1852 – Amsterdam 1895)
- Haanen, Adriana Johanna (Oosterhout 1814 – Oosterbeek 1895)
- Haanen, Remigius Adrianus (Oosterhout 1812 – Bad Aussee 1894)
- Haas, Johannes Hubertus Leonardus de (Hedel 1832 – Königswinter 1908)
- Haas, Maurits Frederik Hendrik de (Rotterdam 1832 – New York 1895)
- Haas, Willem Frederik de (Rotterdam 1830 – Faial 1880)
- Hart Nibbrig, Ferdinand (Amsterdam 1866 – Laren 1915)
- Hove, Bartholomeus Johannes van (Haga 1790 – Haga 1880)
- Hove, Hubertus van (Haga 1814 – Anvers 1864)
- Hulk, Abraham, Senior (Londra 1813 – Londra 1897)
- Israëls, Jozef (Groningen 1824 – Scheveningen 1911)
- Jelgerhuis, Johannes Rienksz (Leeuwarden 1770 – Amsterdam 1836)
- Jongkind, Johan Barthold (Lattrop 1819 – La Côte-Saint-André 1891)
- Karsen, Kasparus (Amsterdam 1810 – Bieberich 1896)
- Kate, Herman Frederik Carel ten (Amsterdam 1837 – Amsterdam 1894)
- Kate, Johannes Marius ten (Amsterdam 1859 – Haga 1896)
- Keulemans, Johannes Gerardus (Rotterdam 1842 – Essex 1912)
- Klerk, Willem de (Dordrecht 1800 – Dordrecht 1876)
- Klinkenberg, Johannes Christiaan Karel (Haga 1852 – Haga 1924)
- Koekkoek, Barend Cornelis (Middelburg 1803 – Cleves 1862)
- Koekkoek, Hermanus (Middelburg 1815 – Haarlem 1882)
- Koekkoek, Hermanus Willem (Amsterdam 1867 -Amsterdam 1929)
- Koekkoek, Johannes Hermanus (Veere 1778 – Amsterdam 1851)
- Koekkoek, Johannes Hermanus Barend (Amsterdam 1840 – Hilversum 1912)
- Koekkoek, Marianus Adrianus (Middelburg 1807 – Amsterdam 1868)
- Koekkoek, Willem (Amsterdam 1839 – Niewer-Amstel 1885)
- Koelman, Jan (Johan) Philip, 1818, Haga - 1893, Haga
- Krieghoff, Cornelius (Amsterdam 1815 – Chicago 1872)
- Kruseman, Cornelis (Amsterdam 1797 – Lisse 1857)
- Kruseman, Jan Adam (Haarlem 1804 – Haarlem 1862)
- Kruseman, Frederik Marinus (Haarlem 1816 – Bruxelles 1882)
- Kruseman van Elten, Hendrick Dirk (Alkmaar 1823 – Paris 1904)

### L-R

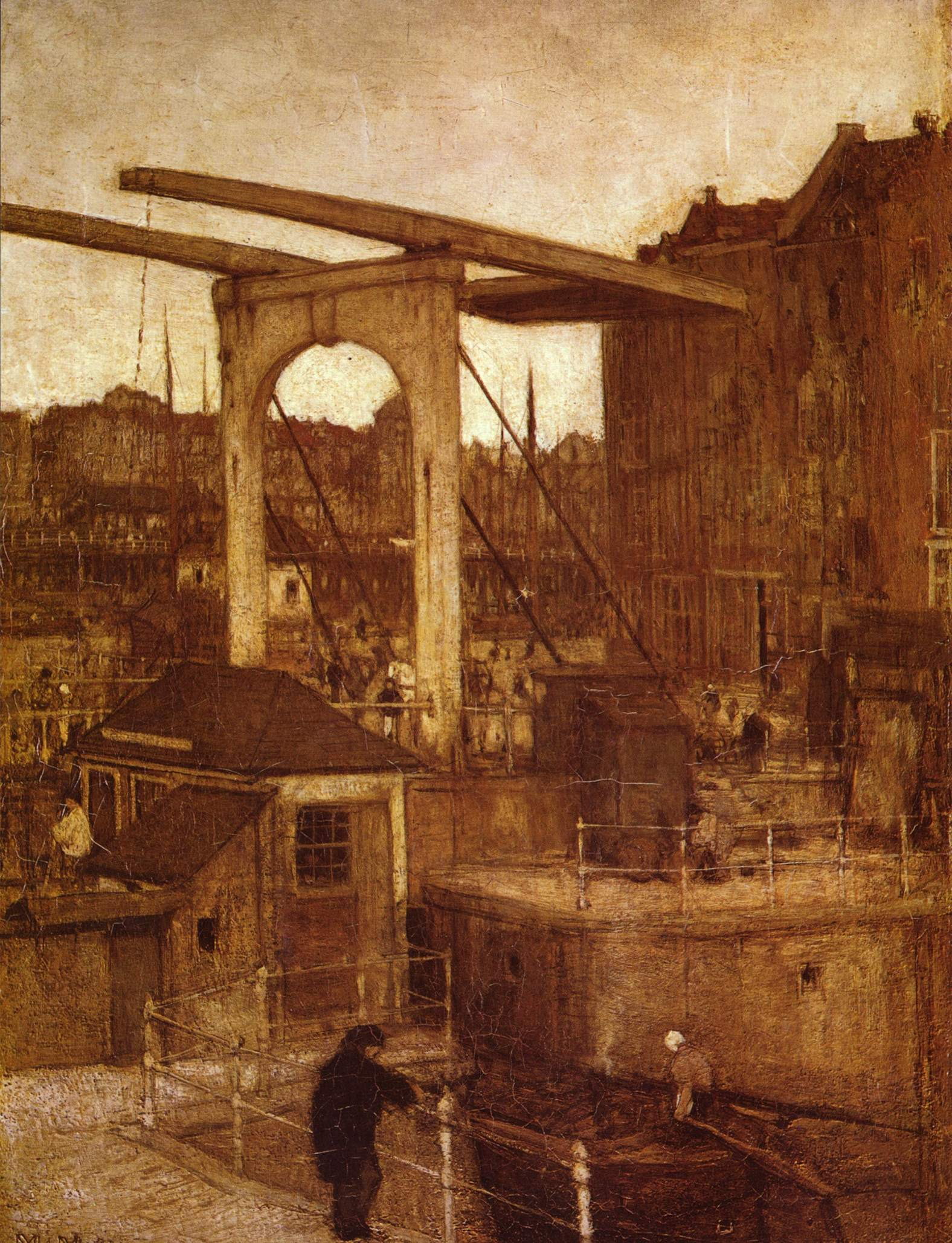
Jacob Henricus Maris, 1880

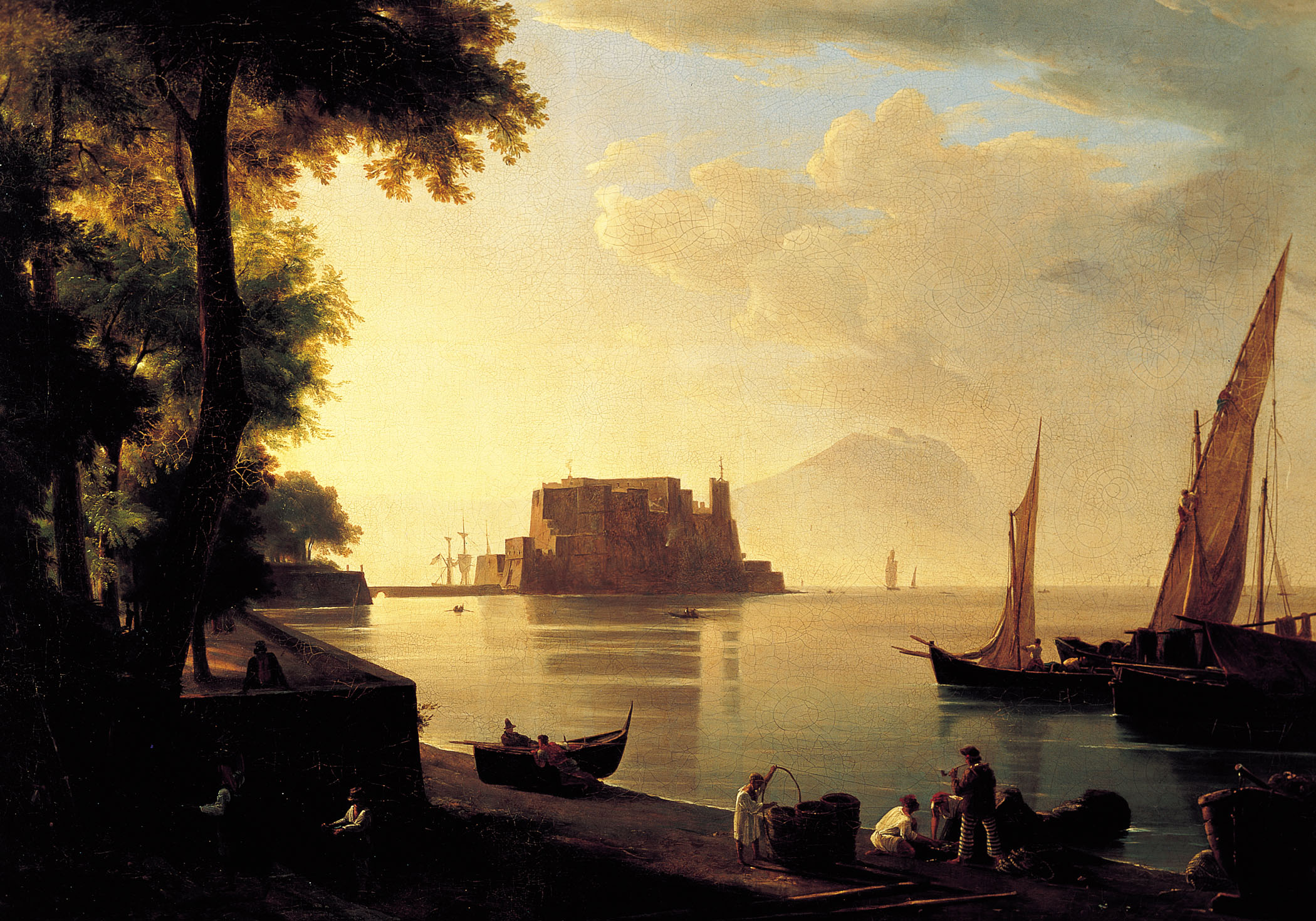
Antonie Sminck Pitloo, c.1820

- Leickert, Charles (Bruxelles 1816 – Mainz 1907)
- Looy, Jacobus van (Haarlem 1855 – Haarlem 1930)
- Maris, Jacob (Haga 1837 – Karlsbad 1899)
- Maris, Matthijs (Haga 1839 – Londra 1917)
- Maris, Willem (Haga 1844 – Haga 1910)
- Mauve, Anton (Zaandam 1838 – Arnhem 1888)
- Meijer de Haan, Isaäc de (Amsterdam 1852 – Amsterdam 1895)
- Mesdag, Hendrik Willem (Groningen 1831 – Haga 1915)
- Mooy, Jan (Callantsoog 1776 – Den Helder 1847)
- Morel, Jan Evert (Amsterdam 1835 – Weesp 1905)
- Neuhuys, Albert (Utrecht 1844 – Locarno 1914)
- Nuijen, Wijnand (Haga 1813 – Haga 1839)
- Oort, Hendrik van (Utrecht 1775 – Utrecht 1847)
- Opdenhoff, George Willem (Fulda 1807 – Haga 1873)
- Os, Georgius Jacobus Johannes van (Haga 1782 – Paris 1861)
- Os, Pieter Gerardus van (Haga 1776 – Haga 1839)
- Oyens, David (Amsterdam 1842 – Bruxelles 1902)
- Oyens, Pieter (Amsterdam 1842 – Bruxelles 1894)
- Pieters, Evert (Amsterdam 1856 – Laren 1932)
- Pitloo, Antonie Sminck (Arnhem 1790 – Napoli 1837)
- Pleysier, Ary (Vlaardingen 1819 – Vreeland 1879)
- Rappard, Anthon van (Zeist 1858 – Santpoort 1892)
- Rochussen, Charles (Rotterdam 1814 – Rotterdam]1894)
- Roelofs, Willem (Amsterdam 1822 – Berchem 1897)
- Ronner-Knip, Henriette (Amsterdam 1821 – Elsene 1909)
- Roosenboom, Margaretha (Haga 1843 – Voorburg 1896)
- Roosenboom, Nicolaas Johannes (Schellingwoude 1805 – Assen 1880)
- Rosierse, Johannes (Dordrecht 1818 – Dordrecht 1901)

### S-Z

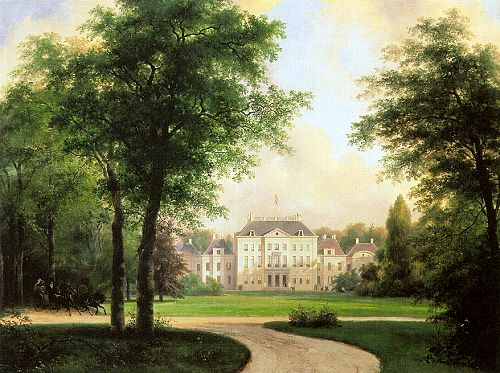
Andreas Schelfhout, 1838

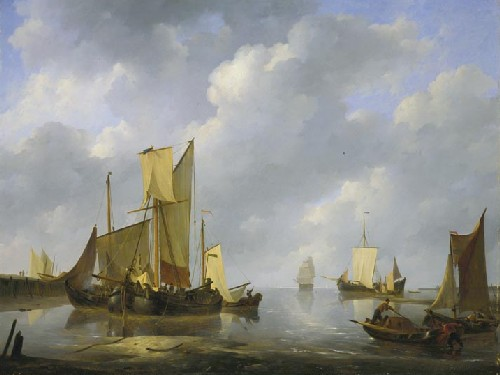
Johannes Christiaan Schotel, 1822

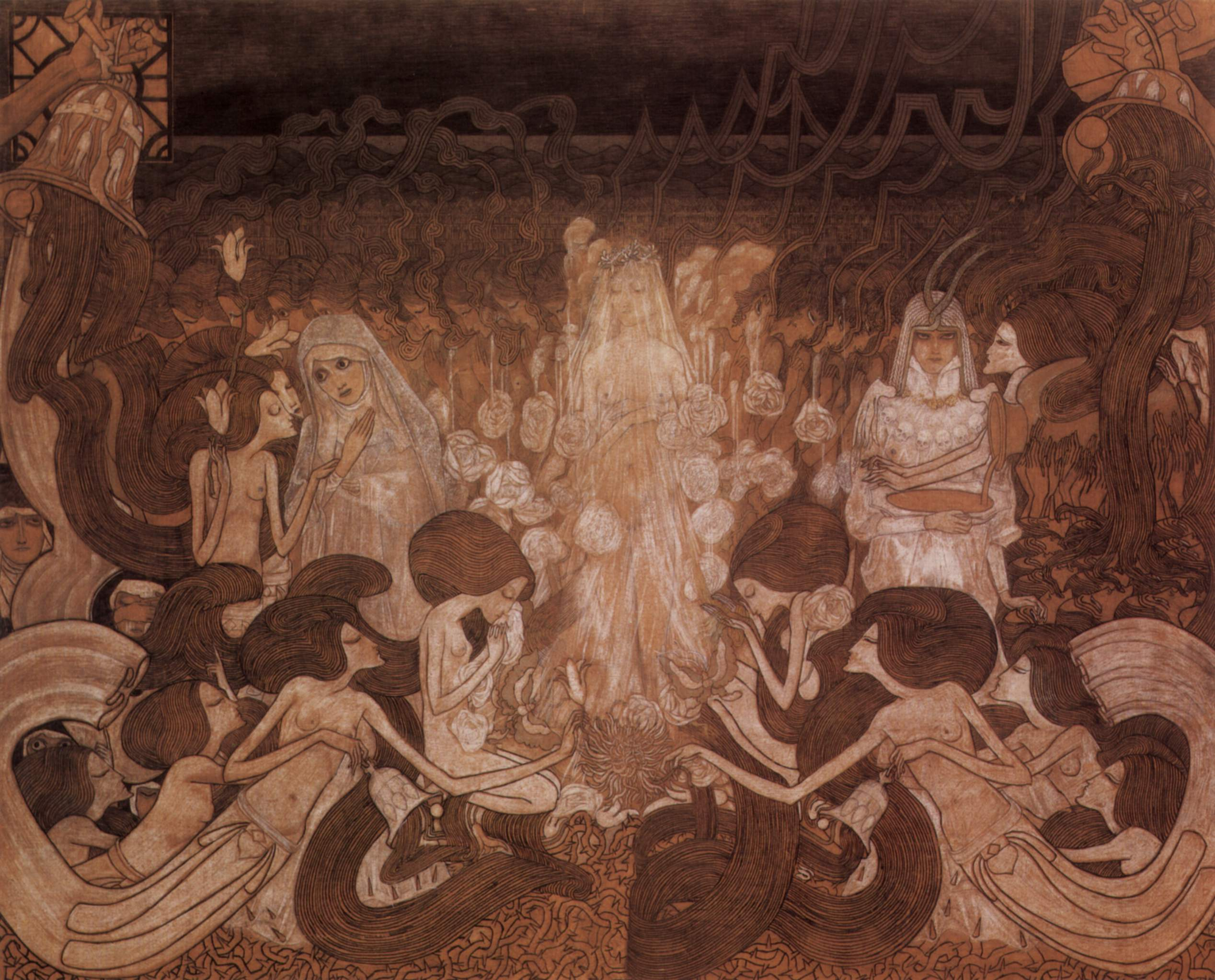
Jan Toorop, 1893

- Sadée, Philip (Haga 1837 – Haga 1904)
- Sande Bakhuyzen, Hendrikus van de (Haga 1795 – Haga 1860)
- Scheffer, Ary (Dordrecht 1795 – Argenteuil 1858)
- Schelfhout, Andreas (Haga 1787 – Haga 1870)
- Schendel, Petrus van (Terheijden 1806 – Bruxelles 1870)
- Schotel, Johannes Christiaan (Dordrecht 1787 – Dordrecht 1838)
- Schotel, Petrus Johannes (Dordrecht 1808 – Dresden 1865)
- Schouman, Martinus (Dordrecht 1770 – Breda 1848)
- Schwartze, Thérèse (Amsterdam 1851 – Amsterdam 1918)
- Smits, Jacob (Rotterdam 1855 – Achterbos-Sluis 1928)
- Spin, Jacob (Amsterdam 1806 – Amsterdam 1875)
- Spohler, Jan Jacob Coenraad (Amsterdam 1837 – Amsterdam 1894)
- Spohler, Johannes Franciscus (Rotterdam 1853 – Amsterdam 1923)
- Springer, Cornelis (Amsterdam 1817 – Hilversum 1891)
- Storm van 's-Gravesande, Carel Nicolaas (Breda 1841 – Haga 1924)
- Toorop, Jan (Purworedjo, Java 1858 – Haga 1928)
- Troostwijk, Wouter Johannes van (Amsterdam 1782 – Amsterdam 1810)
- Velden, Petrus van der (Rotterdam 1837 – Auckland 1913)
- Verhoesen, Albertus (Utrecht 1806 – Utrecht 1881)
- Verschuur, Wouterus (Amsterdam 1812 – Vorden 1874)
- Vertin, Petrus Gerardus (Haga 1819 – Haga 1893)
- Voogd, Hendrik (Amsterdam 1768 – Roma 1839)
- Vos, Hubert (Maastricht 1855 – New York 1935)
- Waarden, Jan van der (Haarlem 1811 – Haarlem 1872)
- Waldorp, Anthonie (Haga 1803 – Amsterdam 1866)
- Weissenbruch, Jan (Haga 1822 – Haga 1880)
- Weissenbruch, Jan Hendrik (Haga 1824 – Haga 1903)
- Witsen, Willem (Amsterdam 1860 – Amsterdam 1923)
- Wonder, Pieter Christoffel (Utrecht 1780 – Amsterdam 1852)
- Wyngaerdt, Anthonie Jacobus van (Rotterdam 1808 – Haarlem 1887)

## Secolul al XX-lea

### A-F

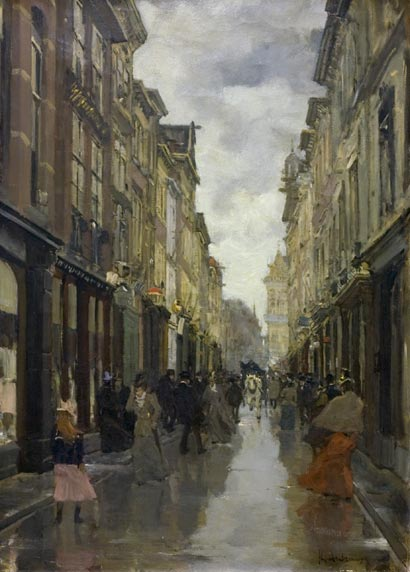
Floris Arntzenius, 1919

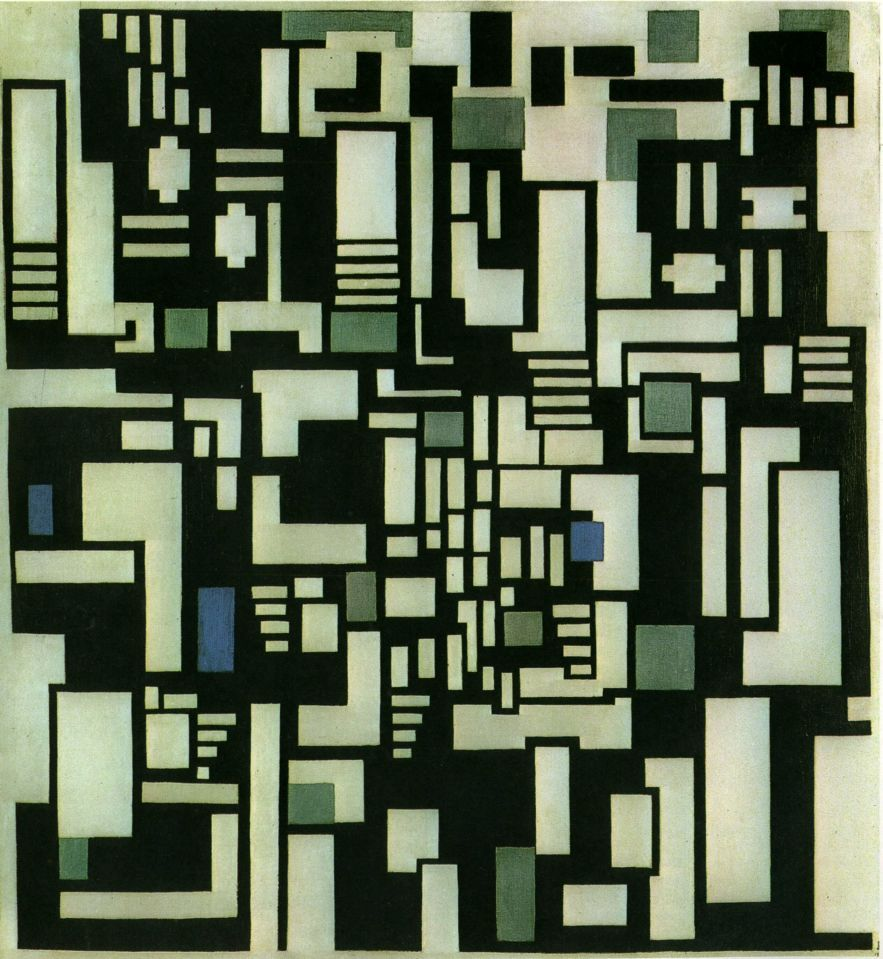
Theo van Doesburg, 1917

- Akkeringa, Johannes Evert Hendrik (Blinjoe (Bangka) 1861 – Amersfoort 1942)
- Alkema, Wobbe (Borger 1900 – Drachten 1984)
- Altink, Jan (Groningen 1885 – Haga 1971)
- Appel, Karel (Amsterdam 1921 – Zürich 2006)
- Armando (Amsterdam 1929)
- Arntzenius, Floris (Surabaya 1864 – Haga 1925)
- Balth, Carel (Rotterdam 1939)
- Bantzinger, Cees (Gouda 1914 – Amstelveen 1985)
- Bastin, Marjolein (Loenen aan de Vecht 1943)
- Bauer, Marius (Haga 1867 – Amsterdam 1932)
- Benner, Gerrit (Leeuwarden 1897 – Nijemirdum 1981)
- Berens, Chris (Oss 1976)
- Bikkers, Rudolf (Hilversum 1943)
- Bodifee, Paul (Deventer 1866-1938)
- Bogart, Bram (Delft 1921 - Sint-Truiden 2012)
- Bruckman, Lodewijk (1903–1995)
- Bruna, Dick (Utrecht 1927)
- Chabot, Henk (Sprang-Capelle 1894 – Rotterdam 1949)
- Citroen, Paul (Berlin 1896 – Wassenaar 1983)
- Constant (Amsterdam 1921 – Utrecht 2005)
- Corneille (Liège 1922 – Paris 2010)
- Cox, Jan (Haga, 1919 – Anvers, 1980)
- Daniëls, René (Eindhoven 1950)
- Defesche, Pieter (Maastricht 1921 – Ulestraten 1998)
- Dieleman, Piet (Arnemuiden 1956)
- Doesburg, Theo van (Utrecht 1883 – Davos 1931)
- Doeve, Eppo (Bandung 1907 – Amsterdam 1981)
- Domela Nieuwenhuis, César (Amsterdam 1900 – Paris 1992)
- Dongen, Kees van (Delfshaven 1877 – Monte Carlo 1968)
- Dumas, Marlene (Cape Town 1953)
- Eeden, Marcel van (Haga 1965)
- Escher, Maurits Cornelis (Leeuwarden 1898 – Hilversum 1972)
- Eversen, Jan Hendrik (Haga 1906 – Arnhem 1995)
- Fernhout, Edgar (Bergen 1912 – Bergen 1974)
- Frankot, Roelof (Meppel 1911 – Raalte 1984)

### G-L
- Gebski, Ed (Heerlen 1959)

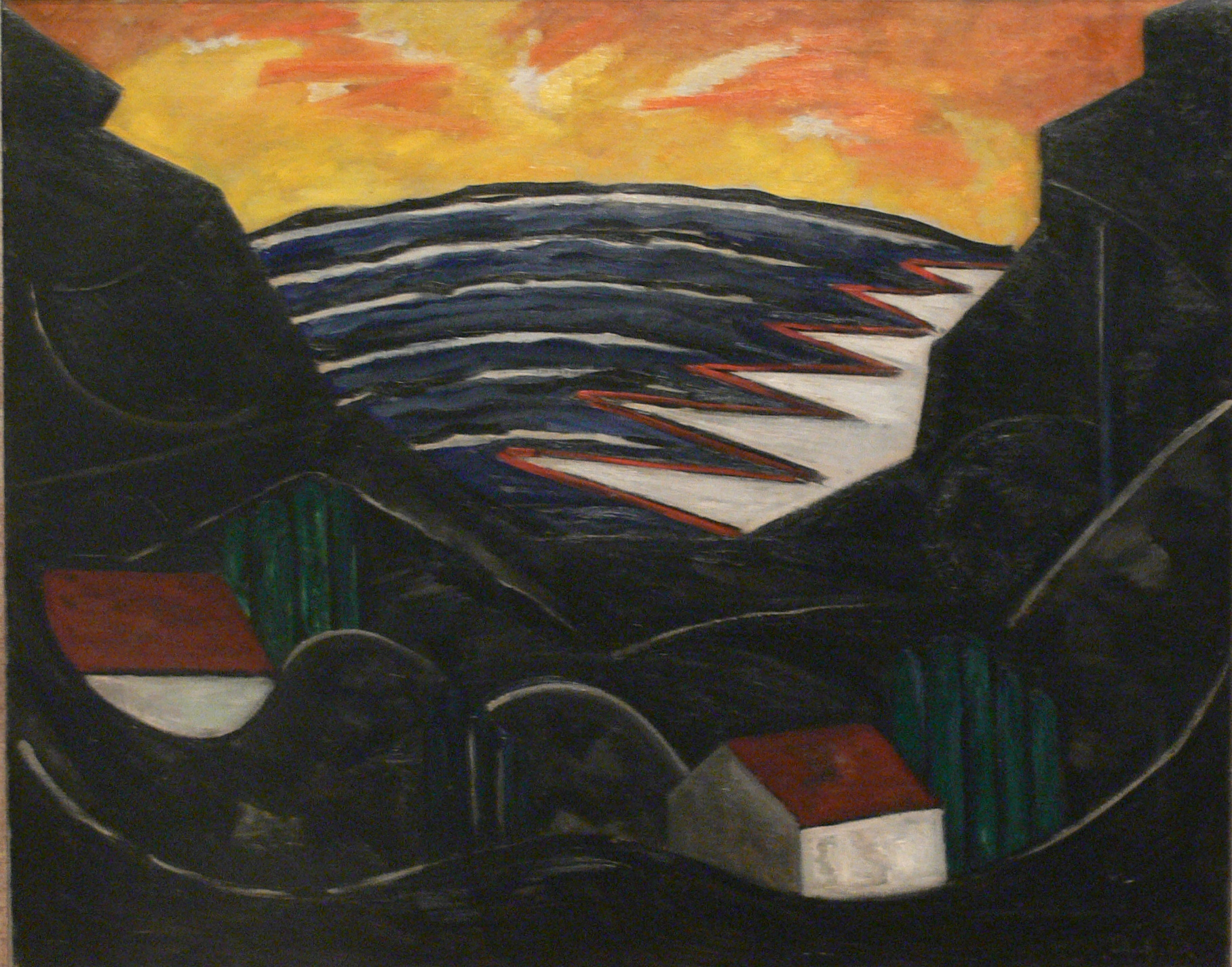
Jacoba van Heemskerck, 1914

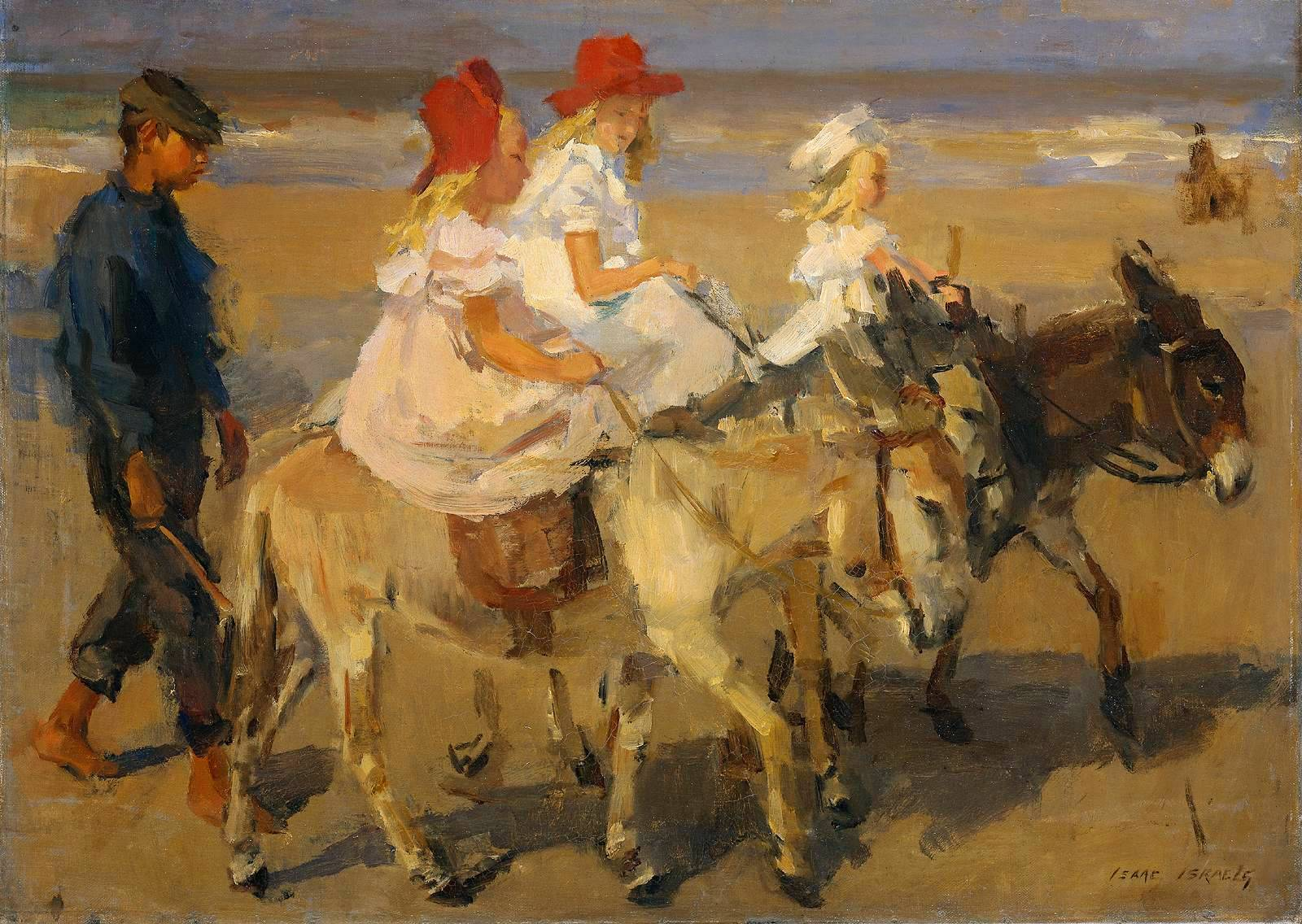
Isaac Israëls, 1900

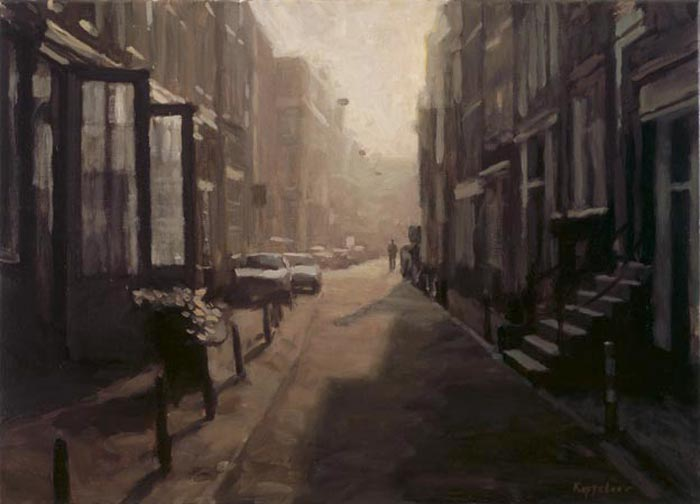
Frans Koppelaar, 1993

- Gestel, Leo (Woerden 1881 – Hilversum 1941)
- Golden, Daan van (Rotterdam 1936)
- Hanegem, Ab van (Vlissingen 1960)
- Heemskerck, Jacoba van (Haga 1876 – Domburg 1923)
- Heyboer, Anton (Sabang, Sumatra 1924 – Den Ilp 2005)
- Hofhuizen, Willem (Amsterdam 1915 – Maastricht 1986)
- Hofker, Willem Gerard (Haga 1902 – Amsterdam 1981)
- Holstein, Toos van (Eindhoven 1949)
- Hoog, Bernard de (Amsterdam 1867 – Haga 1943)
- Houten, Gerrit van (Groningen 1866 – Santpoort 1934)
- Hussem, Willem (Rotterdam 1900 – Haga 1974)
- Huszar, Vilmos (Budapesta 1884 – Harderwijk 1960)
- Israëls, Isaac (Amsterdam 1865 – Haga 1934)
- Jongh, Tinus de (Amsterdam 1885 – Bloemfontein 1942)
- Kelderman, Jan (Edam 1914 – Amsterdam 1990)
- Ket, Dick (Den Helder 1902 – Bennekom 1940)
- Klein, Fred (Bandung 1898 – Paris 1990)
- Koch, Pyke (Beek 1901 – Amsterdam 1991)
- Koekkoek, Marianus Adrianus (II) (Amsterdam 1873 – Amsterdam 1944)
- Kooi, Jan van der (Groningen 1957)
- Kooning, Willem de (Rotterdam 1904 – East Hampton 1997)
- Koppelaar, Frans (Haga 1943)
- Kruyder, Herman (Lage Vuursche 1881 – Amsterdam 1935)
- Labeij, Willem (Rotterdam 1943 – Dokkum 2011)
- Lataster, Ger (Schaesberg 1920 - Amsterdam 2012)
- Leck, Bart van der (Utrecht 1876 – Blaricum 1958)
- Lucebert (Amsterdam 1924 – Alkmaar 1994)
- Lussenburg, Jos (Enkhuizen 1898 – Nunspeet 1975

### M-S

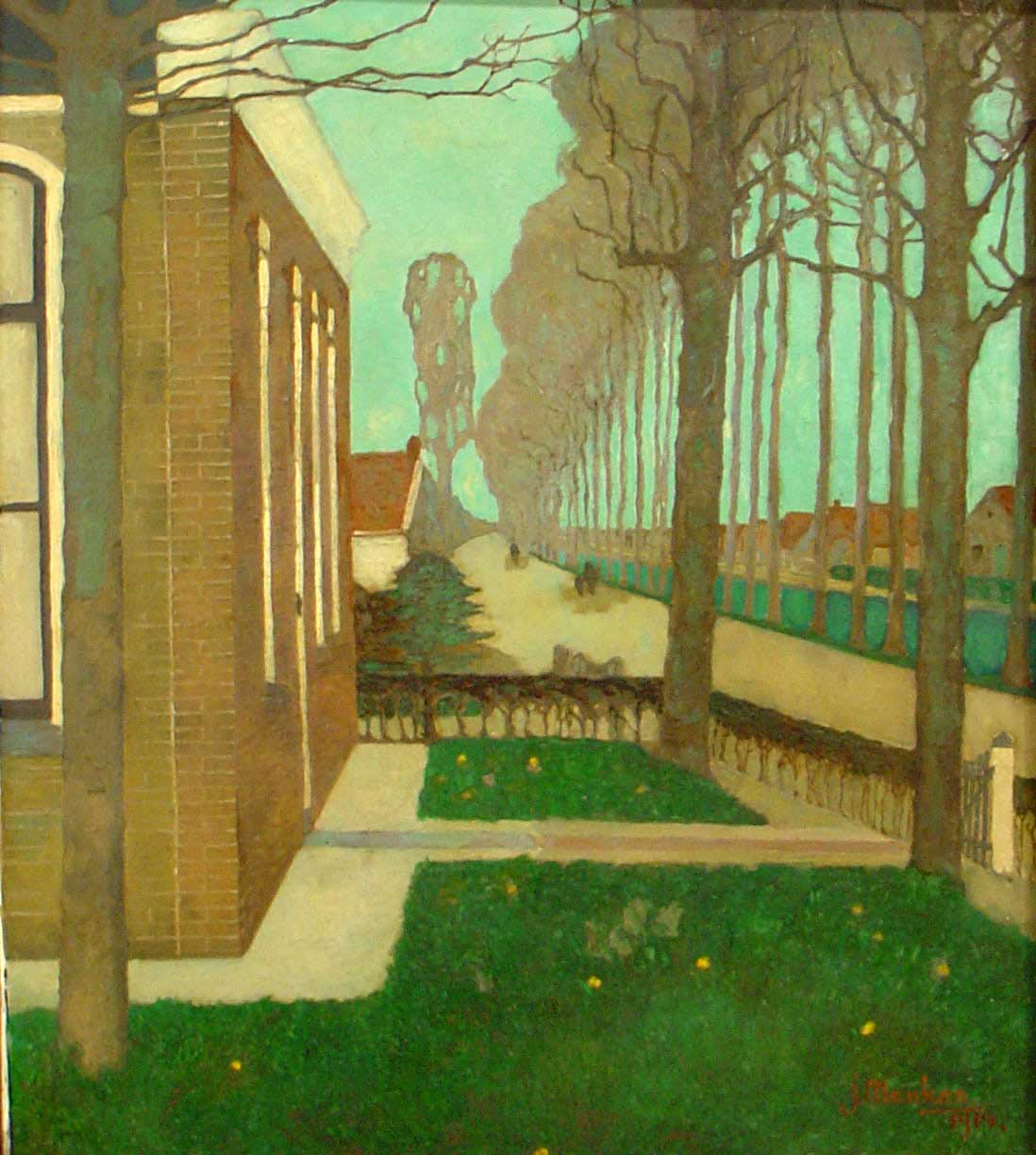
Jan Mankes, 1914

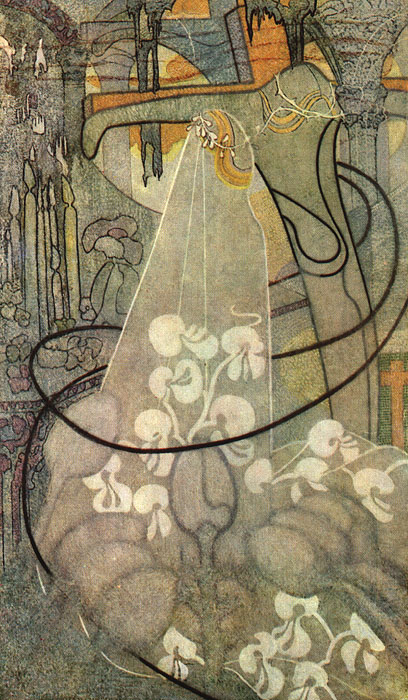
Jan Thorn-Prikker, 1893

- Mackenzie, Marie Henry (Rotterdam 1878 – Hilversum 1961)
- Maks, Kees (Amsterdam 1876 – Amsterdam 1967)
- Mankes, Jan (Meppel 1889 – Eerbeek 1920)
- Mastenbroek, Johan Hendrik van (Rotterdam 1875 – Rotterdam 1945)
- Meegeren, Han van (Deventer 1889 – Amsterdam 1947)
- Molenkamp, Charlotte (Tilburg 1955)
- Mondriaan, Piet (Amersfoort 1872 – New York 1944)
- Nieuwenhuys, Jan (Amsterdam 1922 – Amsterdam 1986)
- Oomens, Wilhelm Josef SJ (Haga 1918 – Nijmegen 2008)
- Ouborg, Piet (Dordrecht 1893 – Haga 1956)
- Pieck, Anton (Den Helder 1895 – Overveen 1987)
- Poortvliet, Rien (Schiedam 1932 – Soest 1995)
- Postma, Gerriet (Twijzelerheide 1932 - Groningen 2009)
- Pothast, Bernard (Hall (Brummen) 1882 – Laren 1966)
- Raedecker, Michael (Amsterdam 1963)
- Rees, Otto van (Freiburg 1884 – Utrecht 1957)
- Roelofs, Albert (Schaarbeek 1877 – Haga 1920)
- Rooskens, Anton (Griendtsveen 1906 – Amsterdam 1976)
- Schoonhoven, Jan (Delft 1914 – Delft 1994)
- Schotel, Anthonie Pieter (Dordrecht 1890 – Laren 1958)
- Schuhmacher, Wim (Amsterdam 1894 – Amsterdam 1986)
- Schulten, Ton (Ootmarsum 1938)
- Sieger, Fred (Amsterdam 1902 – Zevenaar 1999)
- Sierhuis, Jan (Amsterdam 1928)
- Sjardijn, Martin (Haga 1947)
- Sluijters, Jan (Den Bosch 1881 – Amsterdam 1957)
- Sluiter, Willy (Amersfoort 1873 – Haga 1949)
- Smeets, Richard (Gennep 1955)
- Smit, Arie (Zaandam 1916)
- Smorenberg, Dirk (Alkmaar 1883 – Oud-Loosdrecht 1960)
- Sonnega, Auke C (Leeuwarden 1910 – Haga 1963)

### T-Z

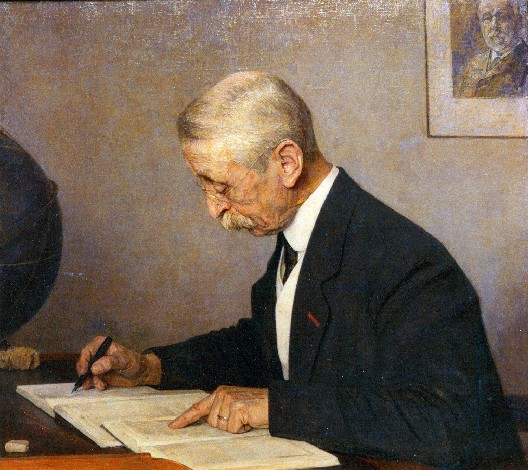
Jan Veth, 1918

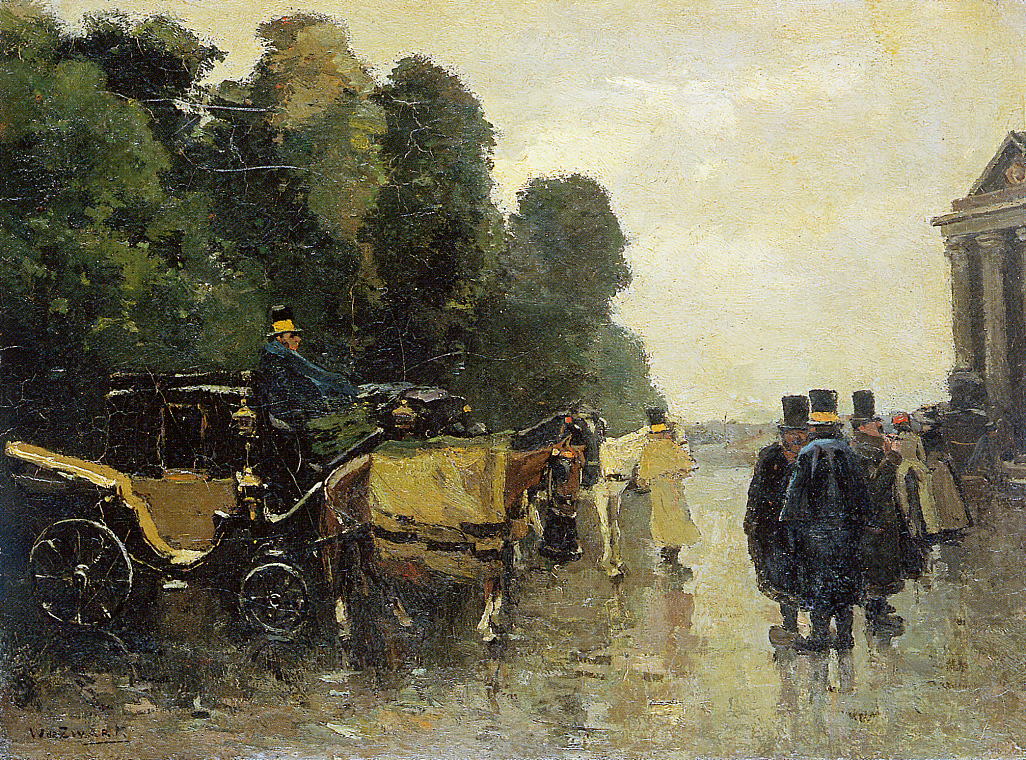
Willem de Zwart

- Teixeira de Mattos, Joseph (Amsterdam 1892 – Paris 1971)
- Thielen, Evert (Venlo 1954)
- Thieme, Anthony (Rotterdam 1888 – Greenwich Village 1954)
- Thole, Karel (Bussum 1914 – Cannobio 2000)
- Tholen, Willem Bastiaan (Amsterdam 1860 – Haga 1931)
- Thorn-Prikker, Johan (Haga 1868 – Köln 1932)
- Toorop, Charley (Katwijk 1891 – Bergen 1955)
- Velde, Bram van (Zoeterwoude 1895 – Grimaud 1981)
- Veldhuizen, Willem van (Rotterdam 1954)
- Veltman, Thierry (Bussum 1939)
- Verkade, Jan (Zaandam 1868 – Mănăstirea Beuron 1946)
- Verster, Floris (Leiden 1861 – Leiden 1927)
- Verwey, Kees (Amsterdam 1900 – Haarlem 1995)
- Veth, Jan (Dordrecht 1864 – Amsterdam 1925)
- Voerman, Jan, Sr. (Zwolle 1857 – Hattem 1941)
- Westerik, Co (Haga 1924)
- Wiegers, Jan (Kommerzijl 1893 – Amsterdam 1959)
- Wijnberg, Nicolaas (Amsterdam 1918 – Amsterdam 2006)
- Willink, Carel (Amsterdam 1900 – Amsterdam 1983)
- Wolter, Hendrik Jan (Amsterdam 1873 – Amersfoort 1952)
- Wolvecamp, Theo (Hengelo 1925 – Amsterdam 1992)
- Zoetelief Tromp, Jan (Batavia 1872 – Breteuil-sur-Iton 1947)
- Zwart, Willem de (Haga 1862 – Haga 1931)